# Histoire de Tours
| - Blason de Tours. - Tours et, au premier plan, le pont Wilson sur la Loire. |

L'histoire de Tours inventorie l'ensemble des évènements, anciens ou plus récents, liés à cette ville française

## Protohistoire et Antiquité

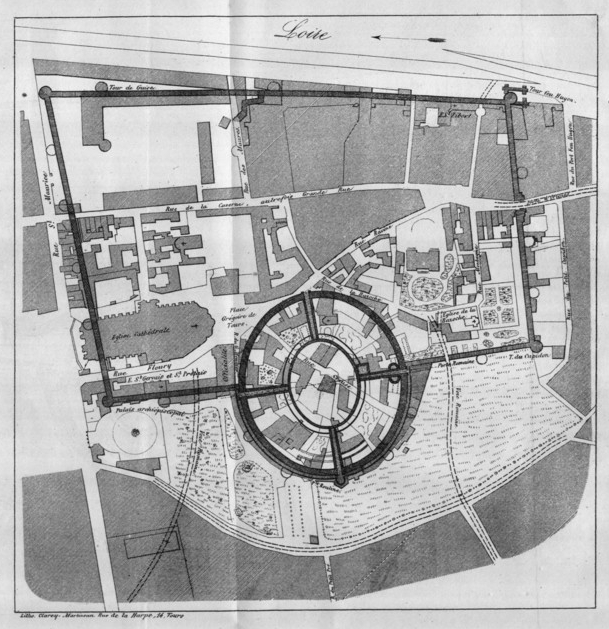
Castrum gallo-romain et amphithéâtre de Tours

Des fouilles modernes entreprises à différents endroits de Tours, dans une vaste zone allant jusqu'à la Loire et le long de celle-ci, ont révélé la préexistence d'un habitat ancien et dispersé. Sous l'autorité romaine, au Ier siècle, une cité est fondée : elle est nommée  Caesarodunum « ville fortifiée (dédiée à) César ». Au Bas-Empire, selon un processus courant en Gaule après le IVe siècle, la ville prend le nom du peuple gaulois dont elle est la cité ([Civitas] Turonorum), c’est-à-dire Turones qui évolue en Tours par coalescence. La ville devient la métropole de la province romaine de Lyonnaise troisième vers 380-388, dominant la vallée de la Loire, le Maine et la Bretagne. La cité possède des thermes, un temple et un amphithéâtre. Un réseau de voies romaines met la cité en relation avec ses voisines. À cause de troubles, elle est entourée d'une enceinte pourvue de tours et de poternes vers le IVe siècle délimitant le castrum. Le château médiéval de Tours, situé dans l'angle nord-ouest de l'ancienne cité, mis au jour lors de fouilles dans les années 1970, réutilisa cette fortification du Bas Empire.
Sous les vestiges du château on découvrit également des thermes antiques. Une autre partie de cette fortification gallo-romaine (le long des rues du Petit Cupidon et du Port Feu Hugon) et deux tours nous sont parvenues : celle attenante à l'Évêché (actuel Musée des beaux-Arts) et les vestiges de la tour dite « du Petit Cupidon », qui constituaient respectivement l'angle Sud-Ouest et Sud-Est du castrum. On retrouve le remploi de cette fortification lors du dégagement de la chapelle Saint-Libert en 2011.

## Moyen Âge

### Un sanctuaire national de pèlerinage et de culture
Une des figures marquantes de l'histoire de la ville est saint Martin de Tours, troisième évêque de la ville après le mythique Gatien et Lidoire. Martin est un ancien militaire devenu officier romain. Épris du message chrétien, il partage son manteau avec un démuni à Amiens, puis se fait moine. Inlassable prédicateur d'une foi modèle dans les assemblées chrétiennes, il y épouse la condition des plus modestes et acquiert une renommée légendaire en Occident, faisant des émules et créant le monastère de Marmoutier.
Cette histoire et l'importance post-mortem de Martin encore plus grande dans l'Occident chrétien médiéval firent de Tours une ville de pèlerinage majeure au Haut Moyen Âge au point que le concile de Chalon-sur-Saône en 813 donnait à ce pèlerinage la même importance qu'à celui de Rome ; c'était notamment une possible étape détournée sur le chemin vers Saint-Jacques de Compostelle, traversant Amboise.
En 461 a lieu le premier concile dans la ville de Tours, auquel participa le premier évêque de Rennes, Anthemius. Le monastère Saint-Martin a bénéficié très tôt, dès le début du VIe siècle, de libéralités et de soutien des rois francs, Clovis le premier a attribué la victoire des Francs sur les Wisigoths à l'intercession du vénérable saint ancien soldat, et accrut considérablement l'influence du monastère et de la ville en Gaule, en lui donnant notamment le droit de battre cette monnaie tournois, qui deviendra plus tard la livre tournois.
Au VIe siècle, Grégoire de Tours, jeune lettré vient s'y faire soigner d'un mal présumé incurable. Guéri, il y reste et parvient à s'y faire nommer évêque. Cet écrivain mérovingien, auteur des Dix Livres d'Histoire Des Francs , marque la ville de son empreinte notamment en restaurant la cathédrale détruite par un incendie en 561. En 567, le concile de Tours donne le droit aux évêques l'excommunication pour les juges oppresseurs et instaure la dîme au profit de l'Église.
La bataille de Tours ou de Poitiers, est une victoire remportée en 732 ou 733 par une armée, conduite par Charles Martel, contre des combattants sarrasins conduits par l'émir de Cordoue Abd el Rahman. Selon quelques auteurs contemporains, la bataille ne s'est pas déroulée à Poitiers, mais à mi-chemin entre Poitiers et Tours, elle devrait de ce fait s'appeler la bataille de Tours, l'historien André-Roger Voisin, préfère la situer dans la banlieue sud-ouest de Tours, sur un lieu-dit qui porte le même nom depuis des siècles et qui semble fortement révélateur, les landes de Charlemagne. Pour tous les historiens, Charles Martel entre en guerre, seulement pour défendre le monastère de Saint-Martin de Tours le sanctuaire national des Francs, et pour plus tard bien sûr, en avoir le contrôle. Cette bataille pour Charles Martel et les Carolingiens n'est pas mythe, mais un symbole historique.
Au IXe siècle, Tours est l'un des foyers privilégiés de la Renaissance carolingienne, notamment du fait de l'élévation à l'abbatiat d'Alcuin, ancien prieur anglo-saxon du monastère de Cormery. Le manteau de Saint Martin (cappa) serait aussi à l'origine du nom "Capet", qui est celui  de la dynastie des rois de France, les Capétiens. À la fin de l'ancien régime, Saint Martin de Tours reste le symbole de l'unité franque et française . En 813, un concile de grande importance à l'initiative de Charlemagne, impose l'usage de la langue « Romana Rustica » qui s'oppose à la « Theostica » et peut être considéré comme la naissance du français.

### Deux villes fortifiées

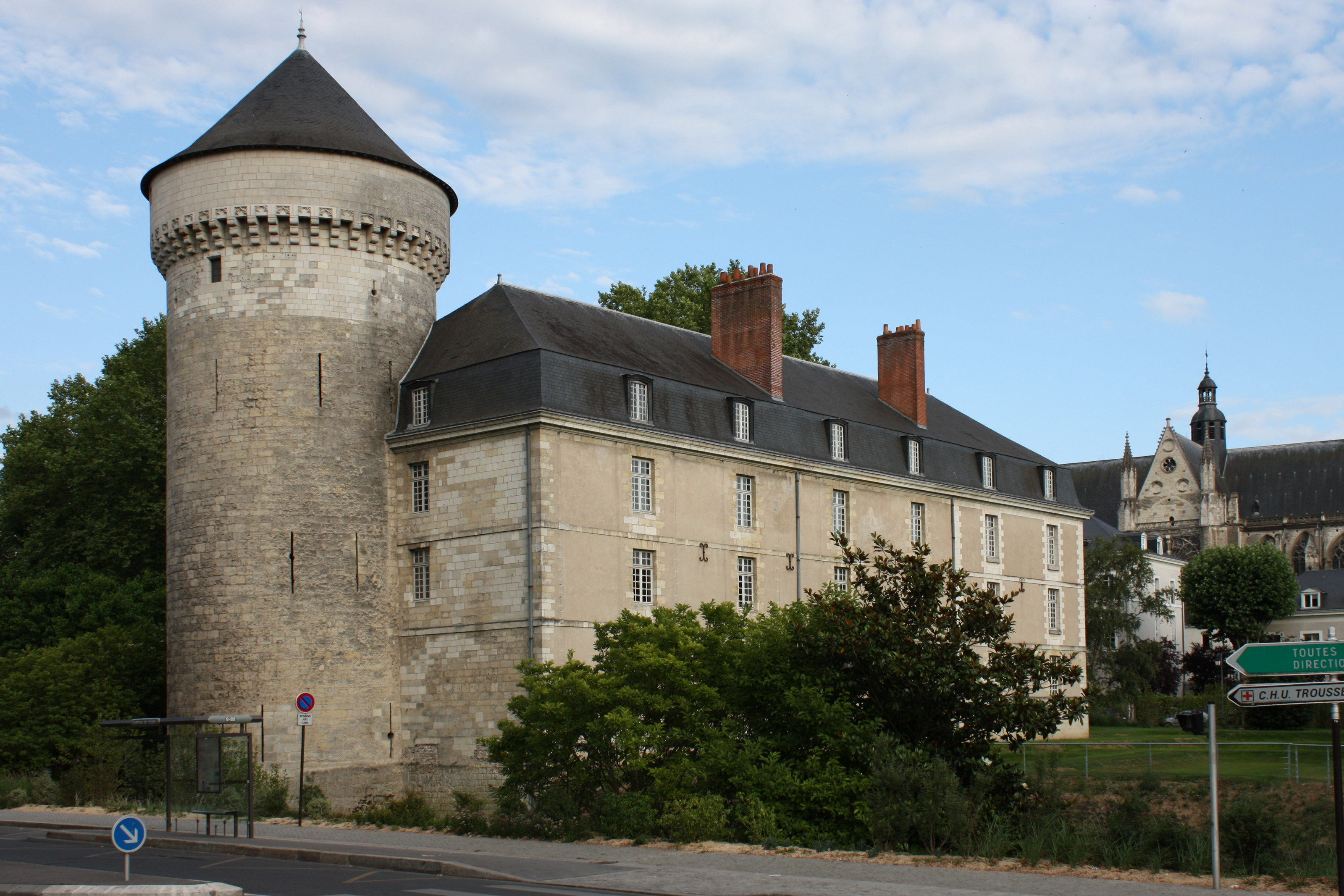
Ce qu'il reste du château de Tours aujourd'hui

Tours est une ville fortifiée, comme son nom l'indique. Mais parfois, elle doit son salut à des catastrophes naturelles : ainsi, pendant l'hiver 575-576, c'est une forte crue de la Loire qui empêche l'entrée des Wisigoths dans la ville.
En 845, Tours repousse une première attaque du chef viking Hasting. En 850, les Vikings s’installent aux embouchures de la Seine et de la Loire qu'ils empruntent et contrôlent. En 851, le roi français Charles II le Chauve donne  à William (Walganus, Walwain, Gauvain, ou Gauwinus), chevalier de Normandie (dans l'actuelle Norvège), la seigneurie de Tours, plusieurs châteaux en Provence, ainsi que le Château de Nantouillet (du latin Nantolio ou Natolii). Toujours menés par Hasting, les Vikings remontent à nouveau la Loire en 852 et mettent à sac Angers et le Maine, mais le 30 juin la crue de la Loire les bloque et sauve la ville. Tours et l’abbaye de Marmoutier tombent dans les mains des pillards en 853.
Durant le Moyen Âge, Tours est constituée de deux noyaux juxtaposés, parfois concurrents : la Cité et Martinopole. A l'est, la Cité est l'héritière du premier castrum remodelé après 265. Elle est composée de l'ensemble archiépiscopal (cathédrale et résidence des archevêques) et du château de Tours, siège de l'autorité comtale (tourangelle puis angevine) et royale. À l'ouest, la « ville nouvelle », ou Martinopole, est structurée autour de l'abbaye Saint-Martin. Elle bénéficie du prestigieux pèlerinage et s'émancipe de la cité au cours du Xe siècle. Martinopole érige une première enceinte vers 918 et devient le « Châteauneuf » (castrum novum). Cet espace, organisé entre Saint-Martin et la Loire, devient le centre économique de Tours. Son rayonnement lui vaut même le droit de battre monnaie. Cette monnaie, le denier tournois, devient la livre tournois, monnaie de compte de l'Ancien régime, avant d'être remplacée par le franc après la Révolution . Entre ces deux entités subsistaient des espaces de varenne, de vignes et de champs peu densément occupés, à l'exception de l'abbaye Saint-Julien installée en bord de Loire. Les deux noyaux sont unis par une enceinte de réunion au cours du XIVe siècle. Tours est un modèle de la ville double médiévale.
Tours est la capitale de la Touraine, ce territoire sous le nom de comté de Tours est âprement disputé (cette guerre est l'origine des châteaux de la Loire) entre la maison féodale blèsoise et la maison d'Anjou, qui emporte la mise en 1044 sous forme d'un fief.
En 1050, au concile de Tours, le pape Léon IX condamne et dénonce comme hérétique le théologien Bérenger de Tours. Le 10 mars 1096, le pape Urbain II préside les cérémonies de dédicace de la grande église abbatiale de Marmoutier-lès-Tours et tient concile à Tours où l'évêque Otton fut réadmis dans l'Église, à condition de faire pénitence en participant à la croisade.
En décembre 1162, le pape Alexandre III, réfugié à Tours, consacre la nouvelle chapelle de Marmoutier-lés-Tours, sous l'invocation des saints Benoit et Vincent.
Ce souverain pontife, élu en 1159, abandonna précipitamment le Saint-Siège, car l'empereur d'Allemagne, Frédéric Barberousse, avait fait élire un autre pape dévoué à ses intérêts.
Le pape décide et convoque un concile extraordinaire en la ville de Tours, où se réunirent, pendant un an, un nombre impressionnant de dignitaires ecclésiastiques, 17 cardinaux , 124 évêques et 414 abbés, la ville de Tours apparut même comme une « seconde Rome », Alexandre reçut le soutien de toutes les Églises françaises et anglaises, cette docte assemblée condamna l'empereur d'Allemagne et réaffirma le pouvoir premier du spirituel des papes sur le pouvoir temporel des empereurs. Alexandre III ne regagnera Rome qu'en 1178.
Prenant acte de la déchéance continentale des Plantagenêts, Philippe II de France, dit Philippe Auguste, roi suzerain, récupère par la force la Touraine après 1204. Avec ce rattachement à la couronne, la livre tournois, qui tire son nom de l'abbaye Saint-Martin de Tours où l'on frappait des deniers dits « tournois » remplace la livre parisis comme monnaie de compte du domaine royal.
Le 5 mai 1308, Philippe le Bel convoque à Tours les états généraux du royaume, cette assemblée était chargée de chasser les hérétiques et plus particulièrement les templiers. En obtenant un large appui populaire, ce n'est pas le roi qui se dresse contre les templiers mais le peuple entier qui réclame justice, une délégation portera au pape une demande de condamnation du Temple et de ses membres. L'ordre sera finalement dissous en 1312 et certains de ses  membres périront sur le bûcher. Voici l'épilogue d'un conflit opposant deux pouvoir, le pouvoir spirituel et le pouvoir d'un roi, Philippe le Bel qui veut rester maître dans son royaume.

### La ville unifiée
Le 30 mars 1356 par lettres patentes le roi Jean II le Bon, « Jean, par la grâce de dieu, au bailli de Tours, par le péril de la guerre, ordonne de fortifier murs et maisons, et organiser le guet pour la défense de la ville » ; par cette nouvelle enceinte, dite clouaison de Jean le Bon, la ville unie de Tours vient de naître.
La fin du Moyen Âge est marquée par la dégradation du climat, qui provoque plusieurs fortes crues de la Loire : on note celles de 1405, 1421, janvier 1424 aggravée par la crue du Cher, et juin 1426 mais ce n'est qu'en 1593 qu'on envisage de construire une digue pour protéger la ville.
Le roi Charles VI et le dauphin Charles, vinrent se réfugier à Tours de novembre 1408 à juin 1409. La ville ouvrait ses portes au duc de Bourgogne en novembre 1417, et le Dauphin Charles la reprenait en décembre 1418
Au printemps 1429, la jeune Lorraine Jeanne d'arc est hébergée chez Jean Dupuy (dans une maison disparue, à l'emplacement d'un hôtel particulier du début du XVIIe siècle, à l'actuel 15, rue Paul-Louis-Courier), elle se rend souvent au couvent des Augustins, pour voir son confesseur, Jean Pasquerel.
À Tours, Jeanne prépare l'expédition d'Orléans, le roi lui fait faire une armure qui a coûté cent livres tournois et un étendard de 25 livres tournois payé à Hauves Poulnoir peintre demeurant à Tours, mais le fait le plus surprenant fut la demande de Jeanne d'envoyer un marchand d'armes pour retrouver son épée dans la chapelle de Sainte-Catherine-de-Fierbois et de lui rapporter, ce qu'il fit, la Pucelle quitta la ville le 21 avril 1429, pour son destin.

### Résidence des rois de France

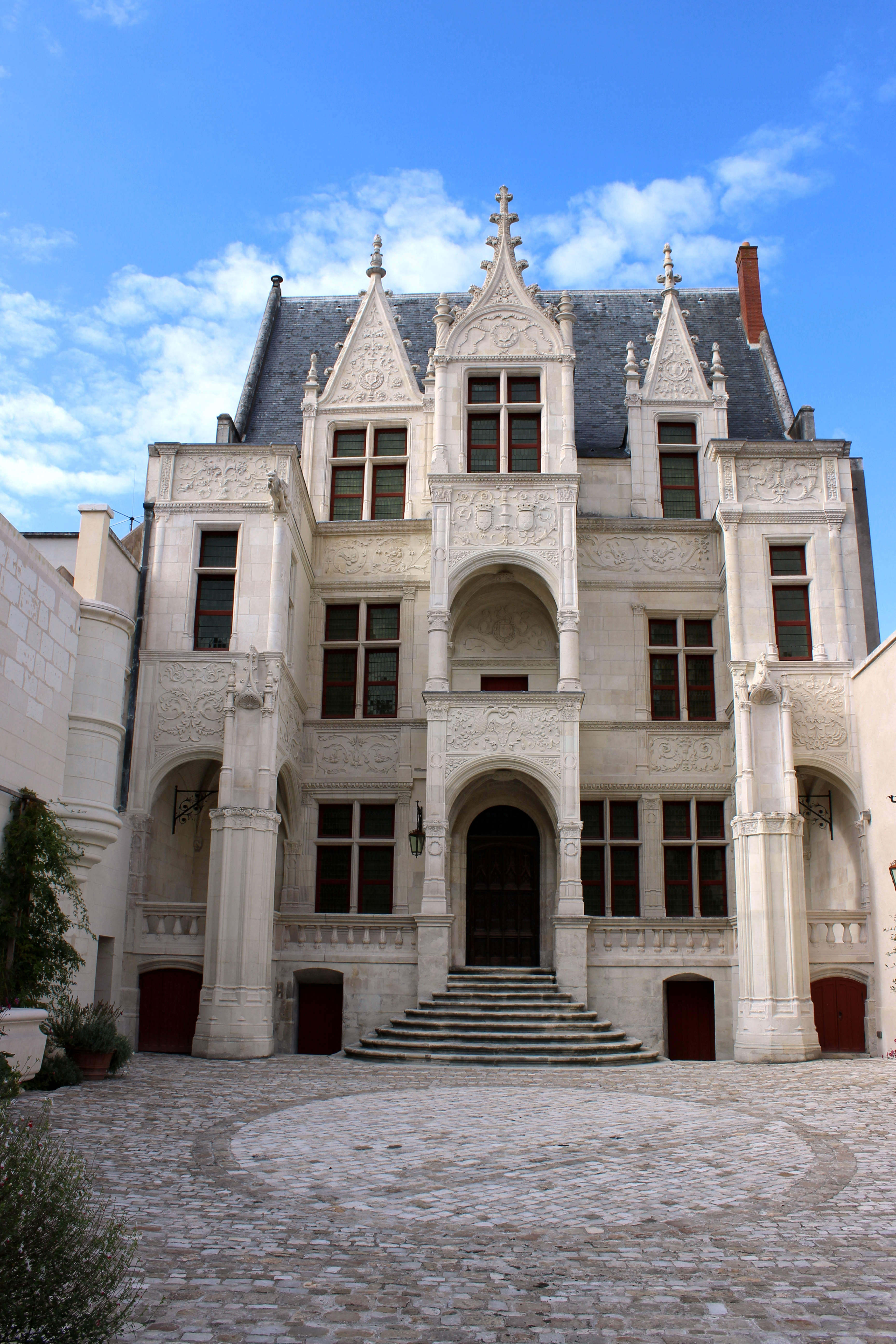
L'hôtel Goüin, hôtel particulier du XVe siècle appartenant à une riche famille de banquiers.

Les environs de Tours comme l'ensemble du Val de Loire (Orléans, Blois, Chambord, Saumur...) deviennent la résidence favorite des rois de France, de leurs proches et de leurs courtisans entre 1450 et 1550. Séjour continuel des rois en Touraine avec sa couronne de châteaux et lieux des fastes de la cour. En particulier, délaissant l'inconfortable résidence royale du château de Tours pourtant restauré par sa femme Marie d'Anjou, Charles VII s'installe en 1444 au château des Montilz-lèz-Tours  et y séjourne à plusieurs reprises, pour y signer le traité de Tours avec les Anglais conduits par William de la Pole.
En 1454, Charles VII signe l'ordonnance de Montilz-lèz-Tours qui définit la rédaction des coutumes de France qui s'inscrit pour une vision plus moderne de la société, vaste entreprise dont la réalisation devait encore se faire longtemps attendre.
Le 15 février 1464, Louis XI l'acquiert pour 5300 écus et s'installe au château des Montilz-lèz-Tours nommé encore Plessis-du-Parc-lèz-Tours. En 1468, du 6 avril au 14 avril, eurent lieu les états généraux convoqués par le roi, les députés de Tours redoutant une nouvelle guerre de Cent Ans « la royauté filant vers l'absolutisme ».
Après sa reconstruction en mars 1472, à La Riche, dans l'actuelle banlieue ouest de Tours, Louis XI, épris de Tours et de sa contrée, la développe et introduit maintes activités, parmi lesquelles en 1470 l'industrie de la soie, du mûrier au défilage des cocons. Lorsqu'on s'enquiert des origines de la fabrication de la soie en France, il est souhaitable de reconnaître que la manufacture tourangelle a commencé d'exister un demi-siècle avant que ne se créent, à Lyon, les premiers ateliers de fabrication de la soie. Tours a dû son destin au refus de Lyon à pratiquer une industrie qui risquait de déplaire au commerce de la soierie italienne ; Lyon a dû le sien à l'exemple de Tours qui avait offert, par sa manufacture bien établie, un débouché assuré et plus étendu à la soie qui venait d'Italie.
L'une et l'autre restent inséparables dans l'histoire de l'économie française
« A grands coups et despens des deniers de ses finances, auxquelles personnes donna de gros gaiges et de beaulx privilèges, et à l'intention de planter et édiffier l'art, science et fabrication de ses beaulx draps de soye, et pour faire, choisit sa ville de Tours comme la plus propre entre toutes les aultres villes de son royaulme et a telle fin de l'enrichir, et pour avoir l'usaige des beaulx draps qui s'y fabriquèrent et aussi, pour se passer de
l'estrangier qui en faisoit venir en cedit royaulme, qui tiroit et emportait beaucoup de finances et diminuoit la richesse du pais. Et que, depuis que l'on a faict desditctz beaulx draps, ne s'est transporté si grand somme de deniers, comme il se faisoit auparavant, qui est maintenant la richesse de ceste ville »
À la mort de Louis XI, les états généraux sont rassemblés à Tours. On y dénombre 285 délégués ; les séances débutent le 15 janvier pour accorder un renouvellement des impositions qui doit financer le fonctionnement du gouvernement royal. Les délégués demandent le 20 février un état des dépenses et des recettes : celui qui leur sera fourni sera manifestement faux, pourtant, une prolongation de la levée de la taille sera accordée pour 2 ans, mais réduisant son montant de 4 millions à 1,5 million de livres tournois, manifestement « quand les comptes sont faux il faut réduire les impôts ».
Les décisions du pouvoir royal en faveur de la Touraine continuent une longue tradition d'implantation d'activités, dans un contexte exceptionnel pour la création artistique au point que l'on a pu dire "TOURS CAPITALE DES ARTS"  et qui sera encore favorisée par le passage des compagnons du tour de France, ateliers d'art et imprimerie sous Charles VIII et Louis XII, qui se perpétuent avec la passementerie sous François Ier.

#### L'artisanat à Tours à la fin du Moyen Âge
Le 30 mars 1356, le roi Jean le Bon délivra les lettres patentes, signe de la naissance de la ville de Tours. La ville obtient le droit par ces lettres de se fortifier, de tenir des assemblées générales et d’organiser sa défense. Ce nouveau départ facilite la constitution des fonctions civiles et militaires de Tours. Le premier corps de ville entra en fonction en 1357. À partir de 1358-1359 commence les années comptables réunies dans les livres de comptabilité de la ville. Une économie urbaine s’installe. La construction de l’enceinte entraîne le besoin de personnel qualifié : les artisans. Ce groupe d’actif ne s’organise réellement qu’à partir du XVe siècle. La ville n'était pourtant pas vide d’artisanat avant cette période. Les premiers livres de compte en font mention. Le tissu urbain comportait déjà de grands édifices : la cathédrale et l’abbaye de Saint-Julien-et-Saint-Marti. Il faut attendre le XVe siècle, et surtout le XVIe, lorsque Tours devint capitale royale pour voir apparaître une réelle organisation en métier.

##### Visage de l’artisanat à Tours auXVesiècle

###### L’artisanat au début duXVesiècle
L’une des premières traces de l’organisation de l’artisanat est une liste établie dans le registre des comptes de 1358-1359. Il s’agit des « estaz et metiers » qui ont participé de leurs deniers à la construction des fortifications. Il a été publié dans le premier tome de l’ouvrage de Joseph Delaville Le Roulx, archiviste tourangeau. À la fin du XIXe, ce dernier a retranscrit une première partie des livres de comptabilité de la ville de Tours en deux volumes. Voici ce que l'on peut trouver :
| Métiers                                 | Somme prêtée à la ville de Tours | Métiers                                      | Somme prêtée à la ville de Tours |
| --------------------------------------- | -------------------------------- | -------------------------------------------- | -------------------------------- |
| Des Bourgeois                           | 155 écus et 10 sous              | Cordouanniers et vachiers                    | 404 écus et 15 sous              |
| Drapiers et souppiers                   | 164 écus et 10 sous              | Taverniers et fourniers                      | 37 écus et 13 sous               |
| Orfervre, garnisseurs, potiers d'estain | 64 écus et 15 sous               | Poissonniers, williers et potiers de terre   | 8 écus                           |
| Tanneurs                                | 110 écus et 15 sous              | Selliers, pelletiers, juponniers et barbiers | 52 écus et 19 sous               |
| Bouchiers                               | 74 écus et 10 sous               | Mareschaulx et claveuriers                   | 1 écus                           |
| Changeurs, espiceirs et merciers        | 306 écus 11 sous et 8 deniers    |                                              |                                  |

D’après Bernard Chevalier, dans son ouvrage Tours ville royale, ces chiffres permettent avant tout de juger la générosité des métiers et seulement dans un deuxième temps leur richesse. Nous pouvons conclure des valeurs que les métiers prédominants sont ceux du cuir (cordonniers et vachers avec 97 140 d.t. ou les tanneurs avec 26 580 d.t.) et de l’alimentation (épiciers, bouchers). Les métiers les plus riches sont ceux qui répondent à un besoin local et immédiat : se nourrir et s’habiller. Enfin, en 1359, les métiers sont réunis en communauté, certes assemblés, mais de manière très arbitraire. Il n’y a pas encore de réelle organisation ou de statut.

###### L'artisanat au milieu duXVesiècle
En 1450, nous pouvons nous appuyer sur un rôle de guet et de rereguet dressé d’une quinzaine en quinzaine par les clercs de la ville. Ce document mentionne en effet les professions des habitants convoqués. On trouve alors 646 artisans.
| Branches               | Métiers                                                                          | Total | Effectif | %    |
| ---------------------- | -------------------------------------------------------------------------------- | ----- | -------- | ---- |
| Bâtiment               | bousilleurs, carreleurs, charpentiers, couvreurs, maçons…                        | 9     | 95       | 14,7 |
| Travail des étoffes    | bonnetiers, brodeurs, chapeliers, chasubliers…                                   | 8     | 91       | 14,1 |
| Travail du cuir        | aiguilletiers, cordonniers, gainiers, ceinturiers…                               | 8     | 85       | 13,1 |
| Travail des métaux     | armuriers, brigandiniers, chandeliers, chaudronniers, fourbisseurs, serruriers…  | 16    | 70       | 10,9 |
| Fabrication des tissus | cardeurs, foulons, teinturiers, tisserands, tondeurs                             | 5     | 76       | 11,7 |
| Alimentation           | bouchers, boulangers, fourniers, huiliers, pâtissiers, poissonniers, poulaillers | 7     | 70       | 10,9 |
| Cuirs et peaux         | corroyeurs, écorcheurs, pelletiers, tanneurs                                     | 4     | 47       | 7,2  |
| Transports             | barociers, bouvilleux…                                                           | 5     | 35       | 5,4  |
| Travail du bois        | faiseur de chalands, bastiers, tourneurs, tonneliers                             | 4     | 19       | 2,9  |
| Services               | barbiers, hôteliers, rôtisseurs                                                  | 3     | 13       | 2    |
| Métiers d'art          | écrivains, enlumineurs, ménestrels…                                              | 7     | 10       | 1,6  |
| Divers                 | arbalétriers, artilleurs, cordiers, pêcheurs…                                    | 7     | 15       | 2,4  |
| Manœuvres              | sans qualification                                                               | -     | 20       | 3,1  |
| TOTAUX                 |                                                                                  | 83    | 646      | 100  |

Au total, ce sont 83 métiers différents répartis en 12 branches (hors manœuvres), mais sans prépondérance réelle d’un métier. Certaines activités sortent du lot : encore une fois celles du cuir et de l’alimentation. Dans la confection de tissus, c’est surtout les chaussetiers et les brodeurs qui gagnent très largement leur vie. À l’inverse, dans le bâtiment, on trouve beaucoup de personnes mais pas beaucoup d’enrichissement.

###### L'artisanat à la fin duXVesiècle
Pour faire l’état des lieux de l’artisanat après 1450, il y a deux documents. Tout d’abord un état des habitants prêtant serment de fidélité au roi en 1471. On y décompte 179 artisans. Le deuxième date de juillet 1479 et se situe dans un contexte bien précis. Cette année, Louis XI priva la ville d’Arras de son nom et de ses habitants afin d’en faire, sous le nom de franchise, une place sûre et gardée par une population fidèle. Il récupéra des habitants dans d’autres villes dont Tours qui doit fournir 53 « ménagers ». Ils reçurent un dédommagement pour la route et une prime de départ de leur métier. La liste fournit donc les noms ainsi que la somme donnée par leur métier.
D’après la source de 1471, les maîtres seuls représentaient 73.4 % des artisans (contre 14,3 pour les marchands et 12,2 pour les bourgeois et les hommes du roi). L’organisation se fait en 70 métiers (pour 80 en 1450), la division du travail n’a pas tant changé. De la même manière, le traitement des cuirs et des peaux reste toujours la première activité, même si la métallurgie se développe aussi bien en valeur qu’en effectif.
| Branches       | Nombres de métiers | Nb de maîtres | en % du total | en % v. 1450 |
| -------------- | ------------------ | ------------- | ------------- | ------------ |
| Métaux         | 13                 | 68            | 18,2          | 10,9         |
| Étoffes        | 6                  | 62            | 16,1          | 14           |
| Cuir           | 6                  | 55            | 14,8          | 13,1         |
| Alimentation   | 8                  | 45            | 11,8          | 10,8         |
| Cuirs et peaux | 3                  | 39            | 10,2          | 7,2          |
| Bâtiment       | 7                  | 32            | 8,4           | 14,7         |
| Tissus         | 4                  | 16            | 4,2           | 11,7         |
| Métiers d'art  | 5                  | 10            | 2,6           | 1,5          |
| Divers         | 18                 | 52            | 13,7          | 15,6         |
| TOTAUX         | 70                 | 379           | 100           | 100          |

Il y a une étonnante stabilité de l’artisanat, plus grande que ce que montrent les chiffres. Encore et toujours, l’installation à Tours d’une grande manufacture de drap est un échec. La métallurgie progresse brusquement. Si elle satisfait d’abord les besoins locaux, l’arrivée des armuriers et des brigandiniers travaillant pour le Roi fait entrer Tours sur la voie industrielle.

##### Le visage de l’artisan à Tours auXVesiècle

###### La vie dans le métier
Au Moyen Âge, un métier est une corporation organisée avec des maîtres, des valets, des compagnons et des apprentis (même si la distinction ne peut pas être si claire). Le métier possède des statuts qui lui donnent des droits. Pour comprendre la vie de l’artisan dans son métier, il faut s’interroger sur les statuts des métiers dont l’organisation s’est faite tardivement et rapidement. Entre 1444 et la fin du XVe siècle, ce sont vingt-deux métiers qui possèdent leurs statuts pour deux au début de la période. Cette évolution est rapide et brutale car la plupart de ces créations se concentrent dans la génération 1467-1483. Nous savons que Charles VII et Louis XI ont systématiquement encouragé la formation de métiers. Ainsi, à Tours, Louis XI profita du renouvellement de la constitution de la ville pour introduire un article qui imposait l’organisation en métiers. Pour les artisans, se regrouper en métier c’était réglementer l’accès au métier mais aussi s’assurer une protection. C’était aussi se défendre face à la concurrence apportée par le roi. La cour à Tours est autant une menace qu’une aubaine.
Pour entrer dans un métier il faut passer par un apprentissage. Les chiffres montrent que les apprentis étaient essentiellement de jeunes garçons. Entre 1473 et 1520 : seuls 4 % des contrats d’apprentissage concernent des jeunes filles qui travaillaient dans la lingerie et la chaperonnerie. Mais cette nouvelle forme d’entreprise acceptait plus le travail de la femme, en lui confiant des tâches, secondaires certes, auxquelles certains hommes étaient tout de même appelés. Pour les garçons l’entrée est tardive. Entre 1473 et 1498, ils entraient à seize ans puis à quinze ans. Que faisaient-ils avant ? Ils étaient probablement oisifs.
L’apprentissage est cher, les jeunes se tournaient donc vers le moins cher et le plus court, réparti sur trois niveaux :
- « Facile » d’accès : maçon, couvreur, charpentier, tisserand, coutelier, chapelier ;
- « Rare » : tanneur, menuisier, brodeur, pelletier, orfèvre ;
- « Quasiment impossible » : marchand, cordonnier, couturier, chaussetier, sellier.

Attention, l’apprentissage ne garantissait pas la maîtrise, l’accès à cette dernière est difficilement mesurable car il n’y a pas de document de maîtrise. Nous savons que pour la boucherie l’accès était ouvert, pour les autres métiers il se justifiait par un chef-d’œuvre et le paiement de droit d’entrée.
Les compagnons : tous n'arrivaient pas au rang de maître et travaillaient comme compagnons ou comme valets. C'était un poste dur à trouver car les maîtres artisans travaillaient souvent seuls. Il n'était pas question pour un simple compagnon de conduire du début à la fin la production d'un objet. Ils étaient un genre de domestiques, avec le même état de dépendance, nourris, logés et introduits dans le foyer des patrons qui répondaient d'eux vis-à-vis des pouvoirs publics en leur portant secours. C'était une véritable tutelle. D'une manière générale, les compagnons étaient des personnes trop jeunes, trop pauvres ou trop instables pour faire partie du métier et être maître.

###### Niveau de vie
Connaitre le niveau de vie des différentes strates d’un métier (apprentis, compagnons et maîtres) est difficile. Si nous continuons à nous intéresser aux compagnons, le salaire était misérable et le quotidien difficile (rattrapé par le plaisir de l’aventure peut-être). Ainsi ils étaient payés une dizaine de livres par an. Leur chambre (si ce n’était pas une simple paillasse) leur coutait cinq livres par an. Enfin, pour se nourrir, les compagnons réservaient 18 sous/an. Ainsi, à la fin du XVe siècle le revenu du compagnon était 20 % moindre que le maître. Chez les maçons, par exemple, les maîtres tel que Michau Carré que l’on connait notamment pour ses travaux sur « les ponts » de Loire, gagnaient deux fois plus que les manœuvres. Les maîtres, à la différence des apprentis, ouvriers ou manœuvres, étaient en fait de réels architectes, avec une vraie connaissance technique, capables de diriger les travaux.
Ce niveau de vie, qui ne paraît pas reluisant aussi bien pour les apprentis, les compagnons, les maîtres ou les manœuvres pose la question de l’existence d’une fortune d’artisan. S’il y a capital, il est modeste. Les artisans étaient, à la fin de leur vie, riches de leurs outils et d’une petite somme. Pour les plus riches qui « déclaraient » leur fortune au notaire, nous savons qu’ils avaient des possessions terriennes de petite envergure. En observant les minutes notariales, on remarque que les terres étaient des terres arables, de petite taille dans les environs de la ville. Elles étaient des genres de jardins et parfois des vignes. L’artisan s’occupait de son patrimoine à valeur d’un passe-temps. Mais surtout, ce patrimoine était si faible qu’il ne survivait pas à la descendance, le morcellement le rendant ridicule (parfois un cinquième d’une parcelle ou d’une cave).

###### Lieu de vie, lieu d’activité?

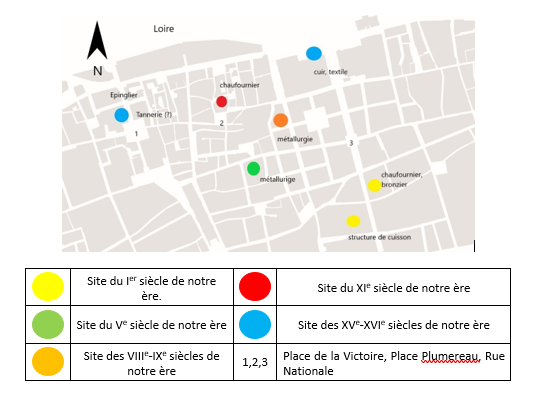
Localisation des ateliers d'artisans à Tours (Ier siècle - XVIe siècle).

Savoir où logent ou même où travaillent les artisans est compliqué, l’archéologie peut apporter des traces. L’ouvrage publié sous la direction d’Henri Galinié, Tours antique et médiévale, recense les fouilles réalisées à Tours, soit de manière privée, soit lors de missions préventives. Cette archéologie du sol permet d’en apprendre plus sur le tissu urbain aux différentes époques. Ces rares informations ont permis de réaliser une carte (Localisation des ateliers d'artisans à Tours). Que conclure de la carte ? D’une part que le tissu urbain de Tours comportait de l’artisanat dès avant la création de la ville en 1356. Les données sont trop faibles pour essayer d’établir un quelconque quartier artisanal à Tours. Les lieux des ateliers semblent se rapprocher de plus en plus du niveau actuel de la Loire. Les artisans ont tout simplement dû suivre le niveau de cette dernière qui a reculé au cours du temps. Enfin il est impossible de dire si le lieu de l’atelier était aussi le lieu d’habitation. Impossible sauf peut-être pour l'atelier d'épinglier à l'ouest de la ville. En effet il a été retrouvé par les archéologues pas moins de 2 753 restes osseux permettant d’entrevoir la viande consommée. Impossible de généraliser cependant à tout l’artisanat tourangeau, cela donne malgré tout une idée du niveau de vie d’un artisan à Tours à la fin du XVe.
| Viandes                           | % de la consommation |
| --------------------------------- | -------------------- |
| BŒUFS /CAPRINES / PORCS dont…     | 92                   |
| Bœufs                             | 62                   |
| Caprinés                          | 26                   |
| Porc                              | 13                   |
| BASSE-COUR dont…                  | 6                    |
| Coqs                              | 57                   |
| Oies                              | 17                   |
| Canards                           | 6                    |
| GIBIERS À POILS ET A PLUMES dont… | 1,3                  |
| Lièvres / Lapin                   | -                    |
| Pigeon, Bécasse, Perdrix          | -                    |
| Fuligule, Cormoran                | -                    |

##### Conclusion
L’état de l’artisanat à Tours est encore à établir. Il n’y a guère de synthèse qui existe sur la question hormis des chapitres du livre de Bernard Chevalier. Il faut alors s’appuyer sur les thèses et mémoires de master réalisés à Tours et ailleurs, notamment sur la soierie, Tours étant une grande place de soie. L’artisanat à Tours au XVe se développe largement en plusieurs branches, il était diversifié. Pour autant aucun métier ne prédomina réellement pendant le siècle, ce qui ne signifie pas que les métiers étaient médiocres. Du plus notable au moins favorisé, les artisans de Tours menaient une vie sans éclat et sans avenir. Les communautés de fait du XIVe doivent attendre le milieu du XVe pour avoir le besoin d’acquérir une existence légale par la rédaction de statuts. Cependant, B. Chevalier insiste sur le fait qu'aucun n’a semblé jouer un rôle dans l’organisation municipale, l’activité quotidienne sert à gagner sa vie dignement, pas à faire du profit.

## Époque moderne

### Du statut de capitale au statut de ville de province

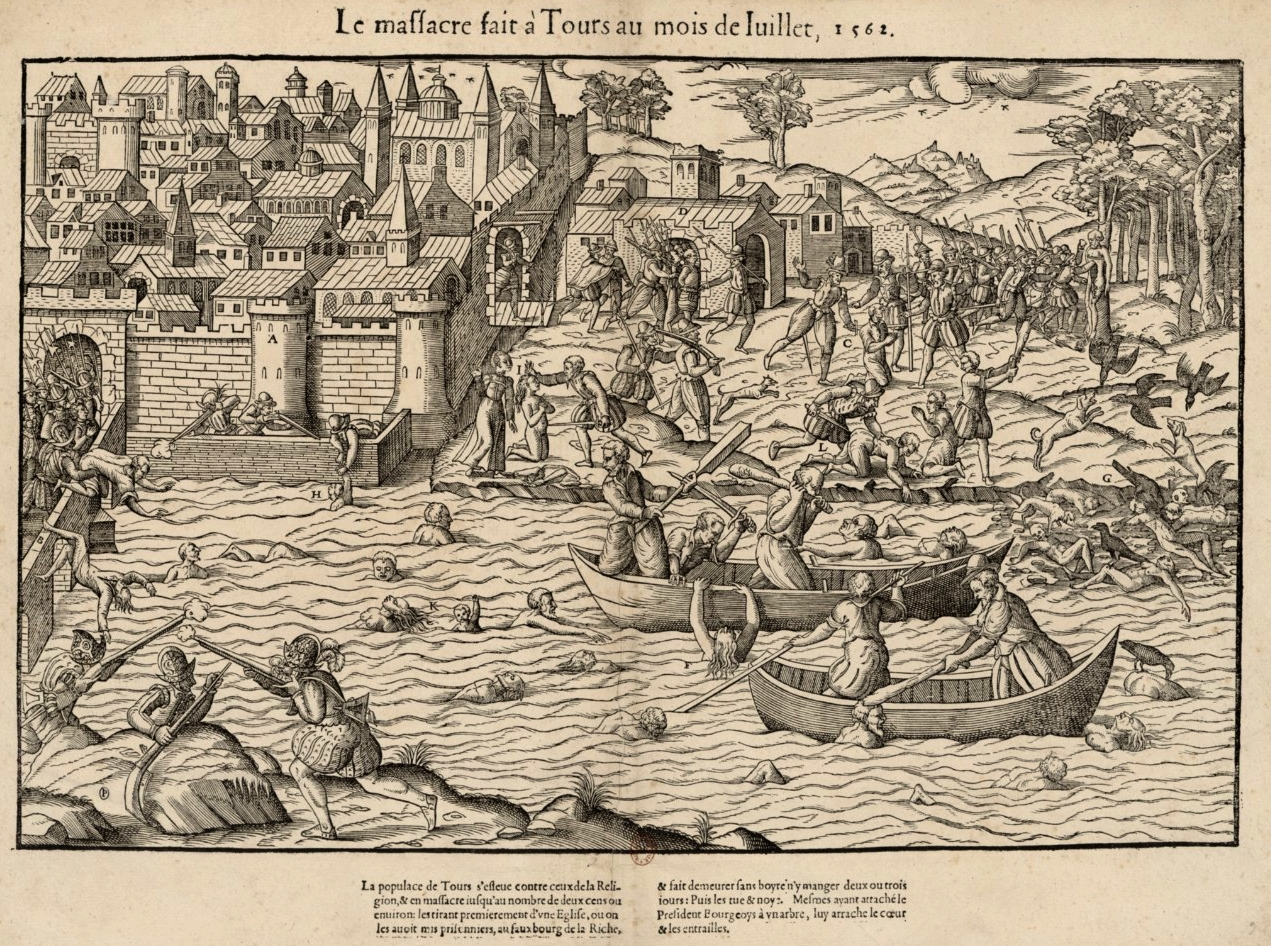
Massacre des protestants à Tours, en juillet 1562, au début des guerres de religion.

Les états généraux sont de nouveau réunis à Tours, à la demande de Louis XII. Les séances commencent en mai 1506, et proclame Louis XII "père du peuple" qui demande l'annulation du traité de Blois, qui fiance sa fille Claude de France (héritière du duché de Bretagne) avec Charles de Luxembourg (futur Charles Quint) et propose plutôt François d'Angoulême, héritier du royaume. Cette union sera décisive dans l'union de la Bretagne à la France.
La Renaissance a offert à Tours et à la Touraine maints hôtels particuliers et châteaux, réunis pour partie sous l'appellation générique de « châteaux de la Loire », les contemporains ont conscience de cet âge d'or artistique, l'avocat Jean Brèche écrit au milieu du XVIe siècle « notre ville de Tours abonde en célébrités artistique de tout genre, Michel Colombe, Jean Fouquet et ses fils, Jean Poyet, Jean Bourdichon puis Jean d'Amboise, Bernard et Jean de Posay et Jean Clouet et tant d'autres sont et seront toujours nos plus dignes représentants. »
À l'ombre des rois, non contents de posséder à Tours de somptueux hôtels, quelques familles tourangelles, vont se hisser aux plus hautes charges du royaumes, les Gardette, Briçonnet, Bohier, Berthelot, et les Beaune-Semblancay, seront les financiers du royaumes et pour afficher leurs réussites, ils se feront bâtir, à la mode nouvelle des châteaux qui contribuent largement à la réputation actuels du val de Loire, mais, en 1527 François Ier, décide  de revenir de  façon définitive à Paris. Le "règne" des grands financiers Tourangeaux va se terminer au gibet de Montfaucon. Tours et la Touraine seront dès lors des résidences secondaires royales, pour d'autres périodes plus heureuses.
Mais l'intolérance religieuse et de subites guerres marquées de spectaculaires massacres, closent ces périodes heureuses. Le pouvoir royal est impuissant à rétablir l'ordre. Charles IX passe dans la ville lors de son tour de France royal (1564-1566), accompagné de la Cour et des Grands du royaume : son frère le duc d’Anjou, Henri de Navarre, les cardinaux de Bourbon et de  Lorraine. À ce moment, les catholiques ont repris les choses en main à Tours. L’intendant s’est arrogé le droit de nommer les échevins.

En avril 1562, les protestants s'emparent de la ville est détruisent tous les symboles à leurs yeux de dérives superstitieuses. À cet effet, lors de ces évènements, l'art de la cité tourangelle, sous toutes ses formes, se révèle en être l'une des principales victimes. Néanmoins, cette victoire demeure de courte durée. Ainsi, le 10 juillet de cette même année, les catholiques reprennent la ville, ce retournement de situation se révélant, selon Jean de Serres, impitoyable : 

« le peuple égorge en si grand nombre que la Loire est colorée de leur sang. »

Le massacre de la Saint-Barthélemy qui prend une ampleur démesurée à Paris fin août 1572 n'a pas cours en Touraine. Le responsable royal a préféré s'éloigner de la ville, plutôt que de compromettre les paix longuement négociées avec les réformés. Quelques bourgeois protestants sont emprisonnés par les échevins de Tours, par précaution pour leur éviter l’extermination.
Tours, qui possède un présidial depuis 1551, devient en 1577 le siège d'une généralité, qui contrôle seize élections sur la Touraine, l'Anjou et le Maine. L'archevêché de Tours couvre sous son égide un territoire similaire.
Henri III, prudent vient se réfugier à Tours, qui en la circonstance retrouve son rôle de capitale du royaume et entre dans la ville le 6 mars 1589, suivi par le Parlement qui tiendra ses séances dans l'abbaye Saint Julien, le 30 avril 1589 au Plessis-lèz-Tours, la réconciliation entre Henri III et Henri de Navarre a lieu. Celle-ci est mise en pratique dans les jours qui suivent lors de la bataille de Saint-Symphorien, faubourg de Tours au nord de la Loire qui est relié à la ville par le pont, où les troupes de la Ligue sont repoussées par la nouvelle coalition. Mais le 1er aout, Henri III est assassiné, Henri IV le nouveau roi fera son entrée solennelle à Tours le 21 novembre 1589, le Parlement de Tours et les instances de l'Etat reviendront définitivement à Paris en 1594. Les Grands Siècles de cette capitale "inachevée" se terminent.
La construction d'une nouvelle enceinte dont les boulevards Béranger et Heurteloup reprennent sensiblement une partie du tracé s'étale sur presque tout le XVIIe siècle.

### Ville administrative et marchande

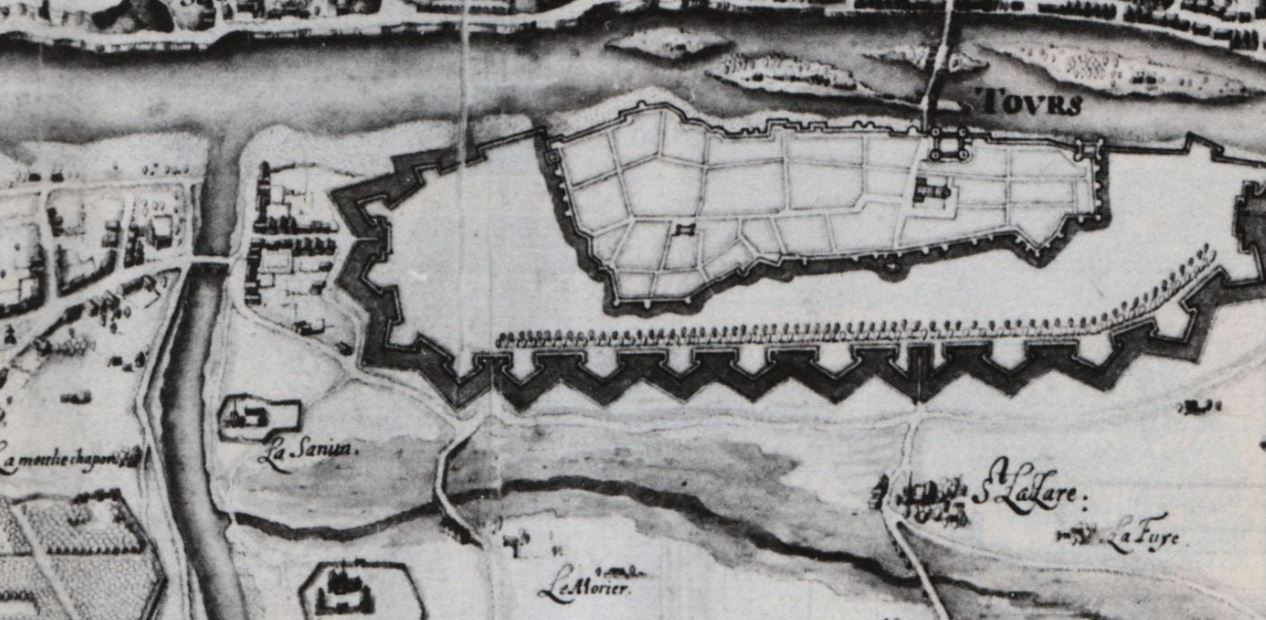
Plan de la cité de Tours et ses faubourgs en 1619.

Avec la reprise en main autoritaire du pouvoir, la cour royale des Bourbon revient de façon permanente à Paris ou dans ses environs, en attendant de fuir à nouveau Paris pour la proche Versailles. Ce retour marque le début d'un déclin lent mais permanent. Pourtant, les intendants du Roi favorisent à nouveau Tours, en la dotant d'une route moderne, de magnifiques ponts alignés sur la nouvelle voie de passage. Tours, capitale de la subdélégation de Touraine, peut plus que jamais conserver sa prééminence de marché d'approvisionnement, redistribuant les grains, les vins, les fruits et légumes, les produits laitiers et de basse-cour.

## Époque contemporaine

### XIXesiècle

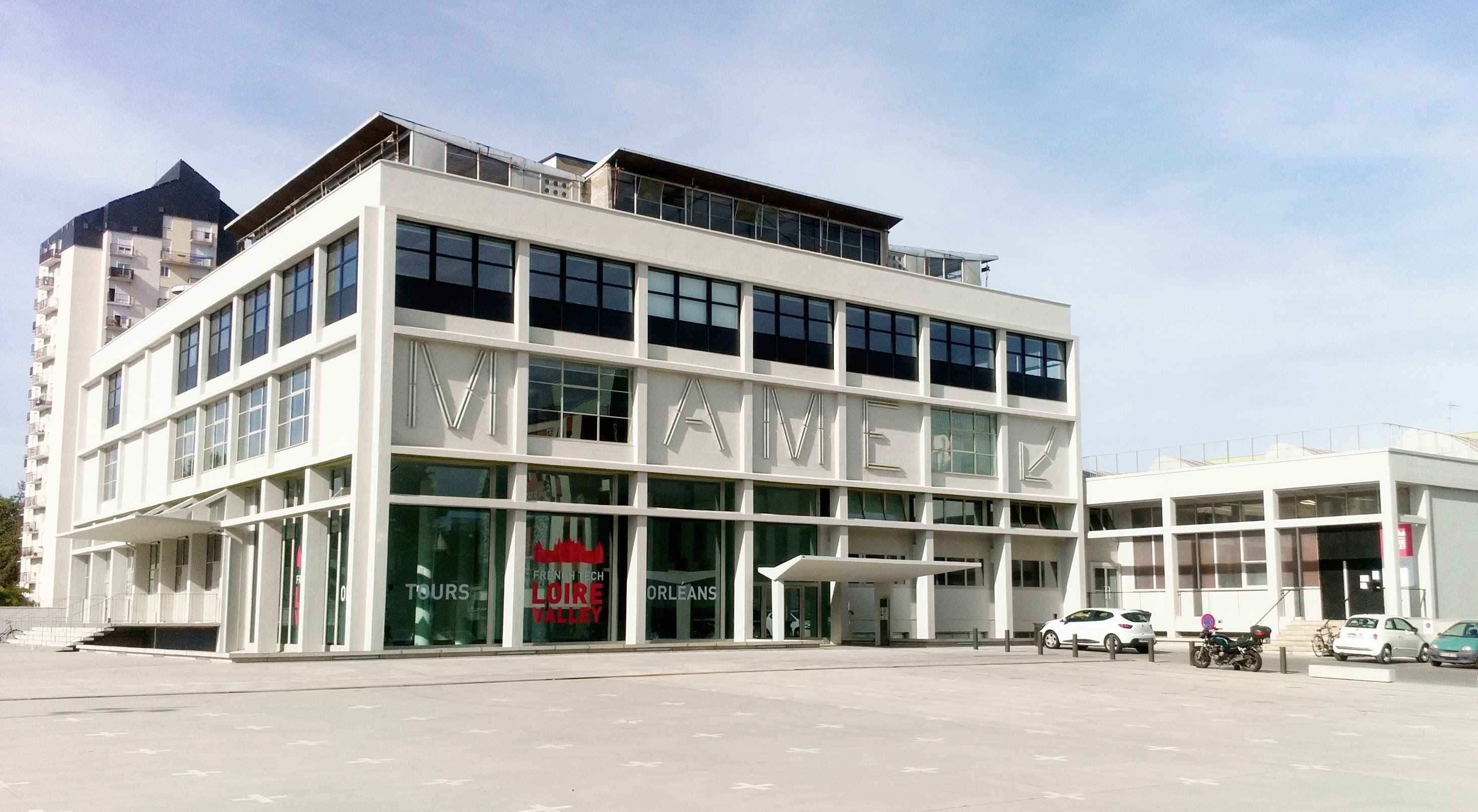
Le site Mame rénové au sein du quartier Lamartine, vu en 2016.

Bien avant le Consulat, la bourgeoisie tourangelle accapare le pouvoir économique. Tout au long du siècle de l'industrie, elle se montre timorée à investir dans autre chose que des biens fonciers, agricoles et viticoles, rentables. Plus que la matière première ou la voie d'eau à aménager, l'investissement, l'émulation des hommes et la concurrence des entreprises manquent.
Un homme pourtant, Armand Mame commence en 1796 l'implantation d'une imprimerie familiale créée par son père 30 ans plus tôt. Dans le centre-ville entre la rue Royale, la rue des Halles et la rue Néricault-Destouches, une ville usine de l'imprimerie va se mettre en place, pour atteindre en 1866 un chiffre d'affaires de 3,5 millions de francs-or et 1 500 employées sur place, on utilise 30 machines à vapeur, d'où sortent des "bons livres". Le site Mame envoie ses fumées sur la ville, signe d'activité au XIXe siècle.
En 1815, sur la route de l'exil qui le mène de Paris à Rochefort, le désormais ex-empereur Napoléon Ier passe par Tours.
Les 21 et 22 novembre 1846, la cherté du pain et le retard pris par la municipalité dans les mesures de secours provoquent une émeute, réprimée par le 2e régiment de lanciers.
Tours, en phase avec la Touraine du sud de la Loire, n'appartient pas tout à fait à la France septentrionale, innovante dans le respect de la qualité, audacieuse ou copiant les recettes de l'Angleterre en ses productions industrielles. L'écrivain Honoré de Balzac, endetté par son aventureuse entreprise parisienne, nourrit avec un brin d'amertume ses tableaux provinciaux de ce solide comportement rentier.
Aussi la fin de la batellerie aurait pu entraver la réussite économique de Tours, d'autant que la vallée de la Loire subit les inondations de 1836, 1846 et 1856. Des levées en zones basses ont été établies et des quartiers bourgeois et ouvriers, vulnérables à une montée des eaux, s'établissent entre La Riche à l'ouest et Saint-Pierre-des-Corps à l'est. L'arrivée du chemin de fer en novembre 1845 assure définitivement l'hégémonie de la ville chef-lieu sur son département. Tours est un carrefour ferroviaire crucial, nœud de triage pour le Grand Ouest et ses inévitables ateliers sont placés à la gare de Tours-Saint-Pierre-des-Corps. L'essor économique favorise ses imprimeries de livres comme de presse quotidienne, ses négoces variés.
Désormais, Tours n'a plus aucune ville concurrente sur le département. Chinon et Loches sont irrémédiablement provinciales et distancées. À cette époque, Tours s'agrandit démesurément vers le sud, en particulier par le quartier des Prébendes. Cette position dès lors privilégiée marque le renouveau de la cité qui devient durant tout le XXe siècle une agglomération démographiquement dynamique et économiquement tournée vers le tertiaire. Tours, lieu de rencontre, affirme les valeurs de son grand centre compagnonnique.
De la Deuxième République au Second Empire
La population d'Indre-et-Loire est majoritairement favorable à Louis-Napoléon Bonaparte. En effet, le 10 décembre 1848 lors des élections présidentielles, 64 566 électeurs d’Indre-et-Loire votent pour ce dernier (84 %). Eugène Cavaignac n’est finalement soutenu que par 9 136 personnes (12 %). Alexandre Ledru-Rollin et la gauche sont les grands perdants de l’élection, recueillant un faible score de 2,2 % des voix exprimées, soit 1 500 électeurs environ. Le coup d’État du 2 décembre 1851 ne suscite pas un grand intérêt à Tours. Néanmoins, Adolphe Crémieux, député de la gauche républicaine en Indre-et-Loire, est enfermé dans la prison Mazas pour avoir protesté. Armand Rivière, homme politique de gauche d'importance à Tours, fut contraint à l'exil à Londres.
Le Second Empire fut proclamé le 5 décembre 1852 sur le parvis de l'hôtel de ville de Tours, et fut accompagné d'une solennité particulière où une distribution exceptionnelle de pain fut organisée, ainsi que la décoration du balcon de l’hôtel de ville accompagné du pavoisement et de l’illumination des édifices communaux. La société française sous le Second Empire est une société où la morale, accompagnée du renforcement des sentiments religieux, est placée au premier plan. Le renforcement des valeurs moralisatrices s’oppose à celles attribuées, par les autorités du régime impériale, aux opposants républicains (accusés d’être les ennemis de l’ordre et de la sûreté publique). En Indre-et-Loire, la population est fidèle au régime impériale, se traduisant par un soutien répété lors des élections législatives de 1852, 1857 et 1863. Les électeurs de la ville de Tours, bien que majoritairement favorables au bonapartisme, sont les plus enclins du département à s'opposer électoralement aux candidats officiels du régime.
Sur le plan économique, Tours, et plus globalement l'Indre-et-Loire, ne profite pas du développement industriel majeur s'opérant dans la France du Second Empire. Le manque de ressources naturelles (charbon, houille) et le désintéressement des notables locaux pour l'industrie en sont la cause. L’essor du développement urbain de Tours au XIXe siècle ne commence pas au Second Empire. Néanmoins, c’est sous ce régime que les entreprises locales tels que l’imprimerie Mame connurent un "âge d’or" économique. C’est également durant cette période que le chemin de fer connut une grande expansion sur le territoire de la France métropolitaine. Les chemins de fer et les ateliers liés à cette activité forment un quartier d’une superficie étendue pour la ville de Tours. Des quartiers se sont également développés pour accueillirent les cheminots, au niveau de l’actuel quartier Velpeau. Le rail, qui est le principal vecteur de l’expansion de Tours vers le sud durant la seconde moitié du XIXe siècle, transforme durablement le concept urbain de celle-ci, les autorités reléguant les remparts séculaires pour étendre la ville au sud jusqu’au Cher avec l’annexion de la commune de Saint-Étienne-Extra. L’industrie du rail profita de la politique de Napoléon III exigeant un maillage du territoire national, faisant de Tours un nœud ferroviaire important. Cette politique conduit à la création d’une nouvelle identité urbaine de Tours, qui fut un tournant pour les locaux, qui abandonnèrent la Loire au profit du rail, se traduisant par l’essor de cette industrie au détriment de la batellerie.

#### Tours et la guerre franco-prussienne
Pour pouvoir parler de Tours durant la Belle Époque, il faut faire un rappel de l'Année Terrible que fut 1870. La ville était encore fidèle à l'empereur Napoléon III comme le montrent les élections municipales du 7 août 1870 où aucun opposant politique n'est élu. Pourtant la famille Bonaparte avait secoué la ville par un procès retentissant se déroulant au palais de justice de Tours du 21 au 27 mars 1870. Ce procès est celui de Pierre Bonaparte, un cousin républicain de Napoléon III accusé d'avoir assassiné un journaliste, Victor Noir. Cette affaire agita particulièrement la population tourangelle. Cela est suivi ensuite de la guerre franco-allemande de 1870 qui a également des conséquences politiques sur Tours. Les nouvelles rassurantes diffusées par le Journal d'Indre-et-Loire ne laissaient pas sous-entendre qu'une défaite était possible. Pourtant, dans les forces militaires tourangelles, l'improvisation était de mise. À la suite de la proclamation de la République française du 4 septembre 1870 et la constitution d'un gouvernement de Défense Nationale, la menace d'une invasion était de plus en plus proche. Il devenait donc nécessaire de choisir une ville de repli en cas d'attaque et Tours fut sélectionnée. Un décret forme la Délégation de Tours le 12 septembre, elle arrive dans la ville le lendemain dirigée par Adolphe Crémieux, ministre de la Justice. La ville accueillit la première délégation de ce gouvernement avec tiédeur. Le Journal d'Indre-et-Loire écrivit le 28 septembre qu'il aurait préféré une émanation des Chambres plutôt qu'un gouvernement insurrectionnel et rajouta le 28 septembre : " Nous déplorons assurément l'acte inconsidéré qui a privé nos gouvernants actuels de l'appui de pouvoirs réguliers.". Cette délégation était également suivie d'opposants politiques comme Armand Rivière mais également de journaux parisiens qui cherchèrent à être imprimés à Tours. C'est au tour de Léon Gambetta de prendre la tête de la Délégation après sa fuite de Paris, du 7 au 9 octobre. Avec l'approche de la menace prussienne, un décret a été promulgué le 8 décembre et transfère la Délégation à Bordeaux. Les Allemands arrivaient en Indre-et-Loire, attaquant tout d'abord Château-Renault le 18 décembre puis bombardant brièvement Tours le 21 décembre. Retenue par d'autres actions militaires, l'armée prussienne occupa la ville de Tours le 8 janvier 1871. Pour les indemnités de guerre payées par l'Indre-et-Loire, il était au départ prévu une contribution de sept millions de francs, dont plus d'un million pour Tours. Cette somme fut revue à la baisse après négociation à un million et cent mille francs. L'occupation allemande à Tours prit fin le 6 mars 1871, non sans difficultés pour trouver les fonds pour payer l'indemnisation de guerre. A la fin de la guerre franco-prussienne, l'Indre-et-Loire eut une place plutôt modeste en France, notamment pour la démographie. En effet, sur 36 millions d'habitants de la France à cette époque, 325 000 vivent en Indre-et-Loire.

#### La situation et les conflits religieux à la Belle Époque
Il semble important de parler des conflits religieux à Tours à la Belle Époque car il s'agit de la principale source de polémiques durant cette période. Le département d'Indre-et-Loire est un département où une vieille tradition anticléricale est inventée et où les problèmes de fréquentation des lieux de culte par la population avaient commencé très tôt. Dès lors de nombreux journaux cherchaient à discréditer le clergé mais les journaux conservateurs ne restaient pas sur la touche pour autant. La polémique gagne également en ampleur par une liberté d'expression qui devient plus grande, on peut s'exprimer sans craindre la guillotine. Il y a deux origines à ces querelles religieuses :
- L'affaiblissement de la foi des tourangeaux malgré les efforts du clergé et des missions intérieures qui ont pu être déployées. La pratique religieuse se limite à ce que l'on appelle un "conformisme saisonnier". Cette expression fait partie d'une typologie, popularisée par Gabriel Le Bras, pour décrire les différentes formes de pratiques religieuses. Les conformistes religieux sont ceux qui pratiquent le moins, ils se contentent souvent du baptême, du mariage, de la sépulture et de la première communion des enfants[52]. Ce manque de ferveur catholique à Tours ressurgit également sur le clergé de la ville qui marque par son absence de réaction lorsque les autorités civiles se détachent de l'Église et leur deviennent hostiles.
- Le renforcement des courants de pensée athée et libre-penseur dans la ville accroît également les conflits. Le manque de religiosité de la région leur est donc un terrain particulièrement fertile et ils se développent rapidement même si les sources lointaines de ces courants sont à chercher chez les libertins d'Ancien Régime et chez les sceptiques de la philosophie des Lumières.

La Belle Époque est également un moment de fort développement pour la Franc-Maçonnerie tourangelle et elle se rallie à ce moment à l'athéisme abandonnant la figure de "Grand Architecte de l'Univers". En 1887, Tours possède quatre loges maçonniques qui sont fréquentées par 310 frères. Même si les francs-maçons sont peu nombreux à Tours et dans l'Indre-et-Loire durant la Belle Époque, ils ont une influence considérable dans le département. En effet, ils se portent systématiquement candidats aux fonctions électives et possèdent des postes-clés notamment dans les administrations, dans l'enseignement et le commerce. Ils luttèrent également contre l'Église en réclamant par exemple la fin de l'enseignement congréganiste dès 1891.
Les archevêques de Tours durant la Belle Époque ne sont pas moins désabusés que le reste du clergé à Tours. Il serait donc totalement faux de les penser comme les inspirateurs ou les structureurs de l'opinion catholique dans leur archidiocèse. Par exemple, Mgr Guibert (archevêque de 1857 à 1871) s'attira les foudres des conservateurs en mettant volontairement sa demeure à disposition de la Délégation de Tours. Mgr Colet (1874-1883) est un archevêque qui a voulu œuvrer pour l'action sociale catholique dans son archidiocèse. Il va également militer pour la reconstruction de l'ancienne collégiale Saint-Martin. Son successeur, Mgr Meignan avait encore une tout autre personnalité. Il apparaissait à ses contemporains comme la figure du prélat rusé qui ne veut surtout pas heurter de front les autorités civiles.
L'une des plus grandes polémiques religieuses de l'époque est surnommée la "guerre des basiliques". Ce conflit sépare les tourangeaux en deux camps : les partisans de la reconstruction à l'identique de l'ancienne collégiale de Saint-Martin et les partisans d'une nouvelle basilique plus facilement réalisable. De nombreux dons et souscriptions furent associés à cette reconstruction et elle reçut alors l'accord du maire catholique de l'époque, Ernest Mame. Cependant, ce projet se voit aussi heurter par des obstacles qui retardent fortement sa mise en œuvre : l'avis défavorable du ministre des cultes et du préfet, l'arrivée d'un maire anticlérical à la mairie, la pétition des commerçants menacés d'expropriation et la guerre franco-allemande met sur pause le projet. Mais la vogue des pèlerinages qui se dirigent notamment vers la tombe de Saint-Martin relance le projet. Mais il n'était déjà plus question d'une collégiale sur le modèle de l'ancienne. Les plans d'un certain Baillargé montrent tout de même un bâtiment imposant avec quatre tours encadrant un dôme imposant. Le tout est constitué de cinq nefs avec une abside déployée au-dessus de la crypte. Ce plan conserve l'idée d'une « majestuatisation » de cette basilique Saint-Martin même si elle ne reprend plus les plans d'origine. Ce plan accepte un style entre le roman et le gothique qui n'a plus rien avoir avec l'ancienne basilique. En mai 1884, au moment de l'arrivée de Mgr Meignan à Tours, le sujet n'était toujours pas bouclé. L'archevêque cède cependant sous la pression du ministre des cultes le 18 octobre et accepte l'idée de réaliser une basilique d'une dimension moins importante. Le décret autorisant la construction de la basilique Saint-Martin est publié le 30 novembre 1885. Mais l'architecte responsable du projet est imposé par le ministère : il s'agit de Victor Laloux, un tourangeau de naissance mais également un franc-maçon. Il donne alors à la basilique un style romano-byzantin typique de l'époque qui était loin de ce qui était alors voulu par les autorités diocésaines et les fervents fidèles catholiques. La nouvelle basilique est finalement inaugurée le 11 novembre 1890.
Cependant, au moment de la reconstruction de la basilique, les catholiques avaient d'autres problèmes ; face à la chute de la pratique religieuse globale mais surtout dans les milieux ouvriers et des employés, le clergé a répondu par les œuvres. Les créations d’œuvres catholiques n'ont pas attendu l'encyclique Rerum novarum pour ce faire. Par exemple, on retrouve à Tours, l'Œuvre Sainte-Marie, fondée en 1873 qui offre aux jeunes hommes une formation religieuse et morale mais aussi un lieu de rencontre ou encore des cours de dessins. Même si peu de monastères d'hommes se sont réimplantés sur Tours, quelques ordres religieux y arrivent comme les Carmélites.
La loi de séparation de l'Église et de l'État de 1905 a également eu un impact important à Tours. Elle entraîne tout d'abord la perte des séminaires tourangeaux. Les enseignants catholiques doivent également se séculariser, les religieuses hospitalières sont remplacées par des infirmières laïques. A Tours, les inventaires ont provoqué des manifestations certes, mais aucune rixe majeure. Privé du traitement accordé par le Concordat et face à ces épreuves, le clergé tourangeau doit se renouveler et trouve l'aide des familles catholiques. Des associations se forment pour pallier le manque de congréganistes permettant l'existence d'écoles libres. De ce fait, la loi de séparation de l'Église et de l'État a provoqué un sursaut de l'esprit catholique à Tours pour répondre à ce qui a été perçu comme une agression par la communauté catholique de Tours.

#### République et enseignement à Tours
Dans l'histoire de France, l'un des événements essentiels de la période entre 1871 et 1914 est la consolidation du fait et du parti républicain sur le territoire et l'Indre-et-Loire ne fait pas exception. Comme on vient de le voir au dessus, la tiédeur religieuse de la région favorise d'autant plus ce phénomène. La républicanisation de l'Indre-et-Loire a lieu dès qu'Adolphe Thiers se montre capable de garantir l'ordre public. Dès ce moment, la République reçoit l'acceptation de la quasi-totalité des professions libérales, des grands et petits commerçants, des patrons, des artisans ainsi que des propriétaires en ville et en campagne. Seuls les clercs et les anciens nobles restent fidèles à la restauration monarchique, même si leurs espoirs s'envolent avec le temps. Dès lors, l'enseignement devient l'outil principal de la pérennisation de la République. La volonté d'un enseignement libéré des contraintes concordat|aires se fait rapidement connaître à Tours. La première école laïque pour filles ouvre dès 1875. La diffusion de l'enseignement laïque fut accélérée également par la loi du 28 mars 1882 sur l'instruction obligatoire. L'enseignement secondaire, quant à lui, est dépendant de l'Académie et du Rectorat de Poitiers. C'est donc également là que les lycéens allaient passer leur baccalauréat. Le lycée de Tours probablement créé en 1848, lycée National, puis Impérial, est mis sous la tutelle de Descartes sous la IIIe République. En 1887 est également créé un lycée de jeunes filles mais il est confronté à un problème de recrutement. En effet, les familles ne songeaient absolument pas à envoyer leurs filles aux lycées, là où c'était alors bien plus évident pour les garçons. On voit également à Tours le développement d'un enseignement primaire supérieur permettant un complément de formation aux élèves sortant de l'école primaire. Bien qu'encore très peu intégré à la ville de Tours, l'enseignement supérieur n'y était pas pour autant absent. La ville ne possède pas d'Université lors de la recension qui est faite pour la loi du 10 juillet 1896. Pour faire ses études supérieures, il y avait plusieurs options. Il était possible d'entrer dans une "classe préparatoire" au Lycée Descartes ou alors d'aller fréquenter l'Université à Paris ou à Poitiers pour les volontaires ou les boursiers. Pour les études médicales, une École préparatoire de médecine et de pharmacie est implanté dans la ville par l'ordonnance royale du 22 mai 1841. Cet établissement dispense des cours de chirurgie, de médecine, de chimie, d'histoire naturelle, de botanique, d'anatomie, d'accouchement et de dissection. Cependant, il faut attendre 1933 pour que cette école soit de plein exercice, avant cela, il faut aller terminer ses études médicales ou pharmaceutiques à Paris. Il n'y a pas aucune moyen durant la Belle Époque de faire ses études supérieures exclusivement à Tours.

#### La situation économique à Tours
Aucune ville d'Indre-et-Loire ne s'est doté d'une importante industrie durant la Belle Époque. Mais un important réseau routier et ferroviaire permit à la région de développer ses activités en attirant des capitaux, de la main d’œuvre mais aussi des touristes. Aucun plan d'ensemble n'encadre les créations d'entreprise. La polyindustrie que l'on observe durant cette période est un fait ancien. On retrouve ainsi dans une liste des entreprises de Tours de 1904 : "8 établissements d'industrie céramique, 12 d'industrie du bois, 13 d'industrie des cuirs, 13 pour le gaz, l'électricité, la traction électrique. Ces établissements utilisaient ensemble 4436 ouvriers et 1290 chevaux-vapeur". La diversité des entreprises tourangelles ne s'arrête pas là, on retrouve ici des imprimeries (comment ne pas citer les imprimeries Mame), des scieries, des fabriques de ciments, chaux, briques, entreprises métallurgiques ou encore des fabriques d'automobiles et de moteurs industrielles. Ces exemples montrent bien à quel point l'industrie tourangelle est diversifiée. Cependant, cette diversité industrielle ne doit pas faire disparaître le fait qu'au début du XXe siècle, la majorité des Tourangeaux vivait encore du travail de la terre ou de la transformation de ses produits. La diversité agricole en Touraine est également bien présente : aux environs de Tours, on cultive des cultures maraichères, florales et fruitières, aux alentours de Vouvray, on retrouve des cultures viticoles, la région de Bourgueil cultive en plus de la vigne, des céréales et élève du bétail. De ce fait, l'importance de la France rurale de l'époque fixe l'attention des politiques. Pour plaire à leur électorat paysan (82% de la population française est rurale en 1871), les routes départementales et les petits chemins sont particulièrement développés et entretenus. Un concours agricole régional est même organisé à Tours le 28 mars 1881 pour mettre en valeur l'agriculture de la région. La dépopulation des villages ruraux est cependant un phénomène qui s’amorce durant la Belle Époque à cause d'une baisse de la natalité et de l'appel du travail en ville dans les usines notamment.
Les grands magasins arrivent à Tours durant la Belle Époque. On retrouve en 1876 la création des gendres Emile et Robert Lefroid du 13 au 19 boulevard Heurteloup qui prit surtout de l'ampleur après la guerre. Une autre entreprise créée plus tard a cru plus rapidement. Il s'agit du Grand Bazar d'Arthur Duthoo aux 76 et 78 rue Nationale. C'est un commerce d'un nouveau genre qui passe par des centrales d'achat et de fabrication avec des succursales multiples. Ce nouveau genre de commerce inquiéta les petits commerçants indépendants. Cela aboutit à la création de la chaîne des "Docks du Centre" qui vont jusqu'à atteindre les 240 magasins à l'après-guerre. Cette chaîne pratique une politique de prix tiré vers le bas avec un système de primes pour attirer les clients.
A la fin du Second Empire, l'Indre-et-Loire possédait 231 km de réseau de voies ferrées. Tours avait un rôle central dans ce réseau : vers Paris par Orléans, vers Bordeaux, Nantes, Le Mans, Paris par Vendôme et Vierzon. La Troisième République va compléter ce réseau notamment avec l'ouverture de la compagnie de l'État en se substituant à des petites compagnies en faillite et celle de Paris-Orléans (P.O). La compagnie du P.O. crée en 1878 la ligne Tours - Joué-les-Tours - Loches étendue l'année suivante vers Châtillon-sur-Indre et allant jusqu'à Châteauroux en 1880. Les deux compagnies principales de l'Indre-et-Loire, même s'il arrivait qu'elles partagent certains segments étaient plus complémentaires que concurrentes. Il est ainsi possible de rallier de plus en plus de destinations par le train. On peut aller aux Sables-d'Olonne, Thouars, Chinon, Savigny-sur-Braie, Vouvray, Montoire, Château-Renault, Chartres, Saumur, Niort ou encore Montluçon. Une véritable fièvre des chemins de fer s'empara de chaque canton qui cherche à avoir au moins une gare en son sein.
Cette période est également la période de la construction des premiers tramways à Tours. Le premier tramway installé en 1877 était un tramway à chevaux. Un réseau ferré urbain et suburbain fut organisé au début du XXe siècle vers Vouvray, Luynes, Fondettes, Saint-Avertin et Azay-sur-Cher. C'est le moment de l'électrification du réseau de tramway tourangeau qui atteint les 50 km à la fin de la période. Il faut aussi noter l'existence de tramways sur roues notamment avec la ligne reliant Blois à Château-Renault créée en 1907. Le réseau routier de l'époque était quant à lui presque aussi étoffé que le nôtre avec 317 km de routes nationales, 2812 km de chemins de grande communication (qu'on appellerait aujourd'hui route départementale) et de 6165 km de chemins vicinaux qui relient notamment les villages et les routes entre eux.

### Première Guerre mondiale

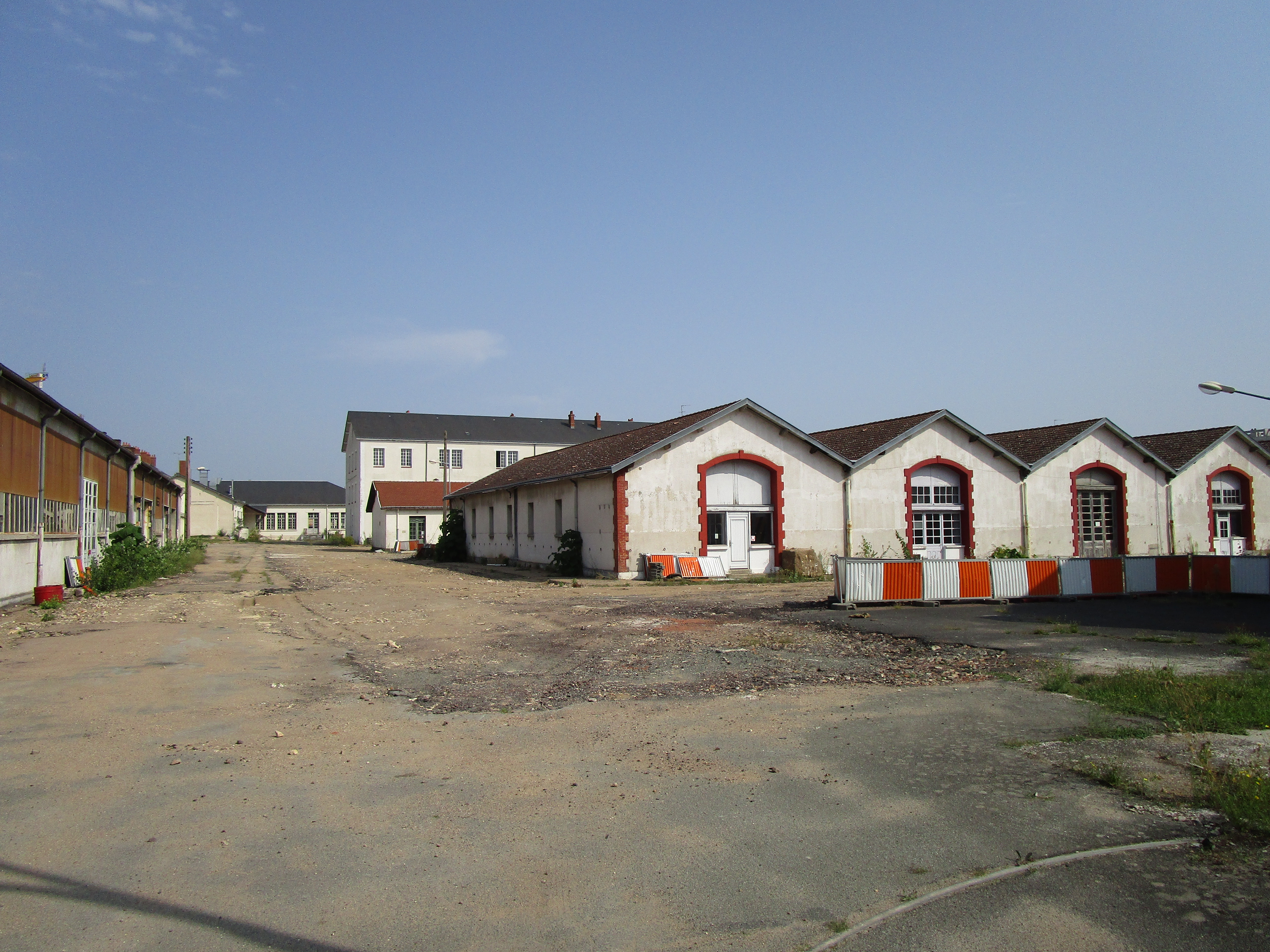
La caserne Beaumont est construite en 1913.

La Première Guerre mondiale marque profondément la ville. Tours était avant la guerre de 14 le centre de commandement de la 9e région militaire, et donc une ville de garnison de première ordre avec un état-major important. Elle accueillait de nombreuses casernes, des régiments d'artilleries, d'infanteries comme le 66e régiment d'infanterie de ligne exclusivement composé de Tourangeaux, mais aussi le 5e régiment de cuirassier et le 9e régiment du génie. Tous ces régiments partis en guerre verront de nombreux Tourangeaux mourir pour la France.
La grande guerre vit à Tours une activité très importante, étant à la fois un nœud ferroviaire primordial et le centre de la 9e région militaire, c'est le long de ses voies de chemins de fer que seront stockées de nombreuses denrées pour les armées françaises en campagne ; uniformes, équipement, armement, munitions. La longue lutte intense favorise son négoce civil comme les vivriers et l'agriculture régionale, elle reçoit des industries privées repliées des zones de guerre, comme de la câblerie et du conditionnement métallique par exemple. Ces flux ferroviaires donnèrent aussi à la ville une activité militaire employant des civils de première importance, des ateliers de confection de vêtements, des ateliers de réparations d'engins militaires, canons, munitions, centre de tri postal et évacuation des blessés. La ville fut, par exemple, le centre de tous les approvisionnements en uniformes de l'armée française d'Afrique.
Au cours de l'année 1915, l'aviation française prit possession du champ de tir du 66e régiment d'infanterie à Parçay-Meslay pour en faire un terrain d'aviation, ce qui augmenta encore l'activité militaire dans la ville. Les Américains y installèrent en plus trois escadrilles, dont la 492e (492nd Squadron), en fin de guerre.
D'ailleurs, outre ces escadrilles, les troupes américaines débarquèrent dans la ville au nombre de 25 000 hommes à la fin 1917, ils créèrent au passage l'hôpital militaire américain des Augustins. Le Pont de Pierre sur la Loire fut baptisé en juillet 1918 du nom de Woodrow Wilson, président des États-Unis d'Amérique de 1912 à 1920. Leurs effectifs participèrent aussi à la vie tourangelle, aux manifestations comme les cérémonies (enterrements, remise de Croix de Guerre), les fêtes populaires, les spectacles YMCA et quelques soldats américains épousèrent des Tourangelles.

### Entre-deux-guerres

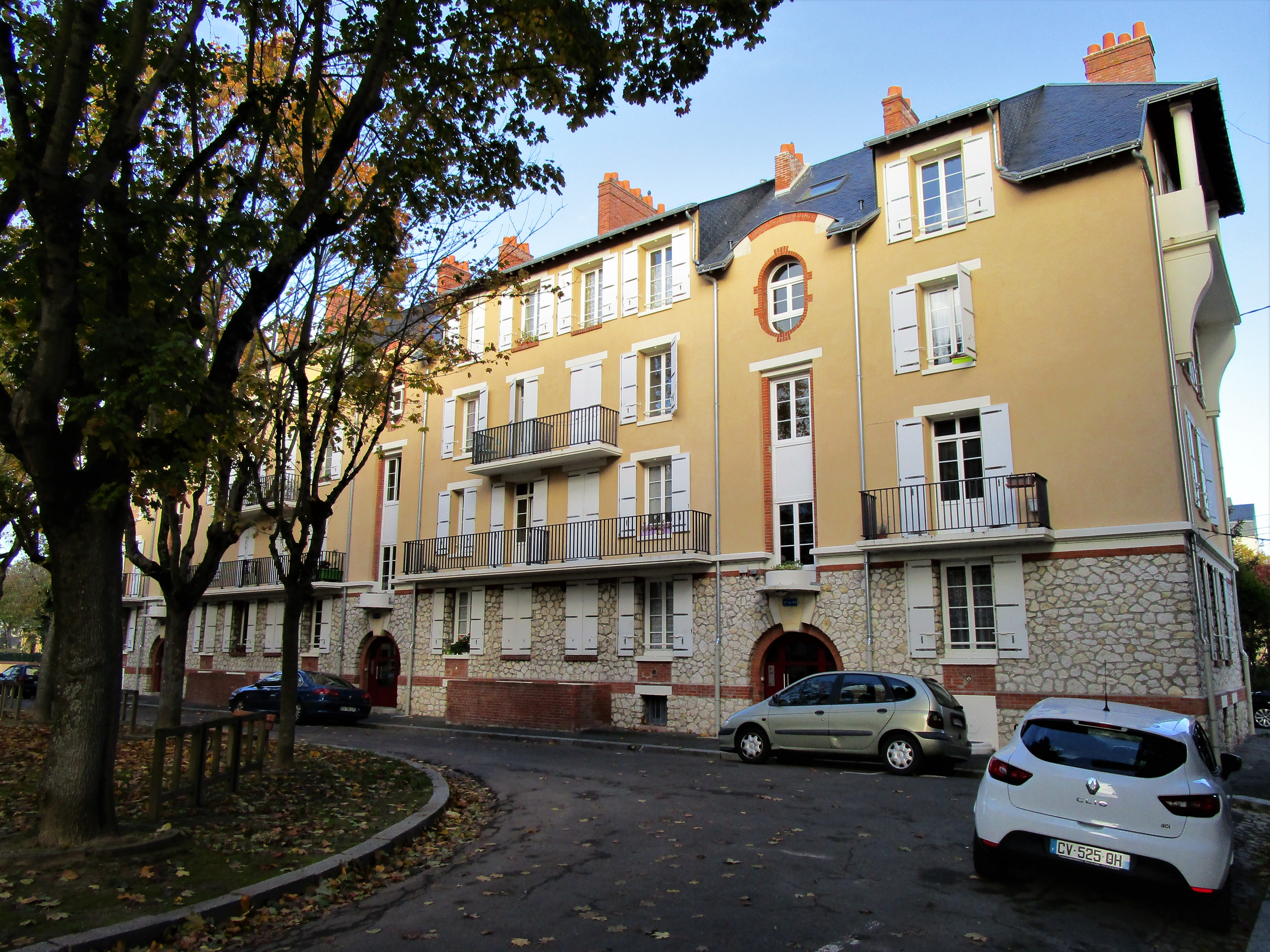
La cité des Bords de Loire du quartier Lamartine.

En 1920, la ville accueille le congrès de Tours dans la salle des Manèges aujourd'hui disparue, près de l'Église Saint-Julien. Ce congrès voit la dislocation du Parti socialiste et la constitution indépendante du Parti communiste français.
Dès les années folles, Tours est une ville d'équipement et de services. C'est une petite capitale de la presse et de l'édition, un centre de marché d'assurance. Une école militaire du train signale la présence de l'armée. Bâtiment, confection, laiteries-fromageries répondent aux nouveaux besoins consuméristes. Le matériel de chemin de fer, les pompes hydrauliques, la petite mécanique, toutes ces activités florissantes pérennisent les secteurs industriels dominants qui s'affirmeront encore après les années cinquante, la fonderie, le travail des métaux, la construction mécanique et électrique, les pneumatiques, le textile et habillement.
Avec l'entre-deux-guerres, la ville commence la construction de ses premiers logements sociaux. La cité-jardin du Général-Renault, dans l'actuel quartier Giraudeau, est la première construite en 1924. Avec ses 74 logements, les pavillons font penser à l'architecture anglaise. À la fin des années 1920, la cité des Bords de Loire et sa centaine de logements représentent les premiers habitats publics collectifs. Au cours des années 1930, deux nouvelles cités ouvrières pavillonnaires sont construites sur le même modèle : la cité Jolivet au sud de La Fuye-Velpeau et la cité Beaujardin.
Le plan d'aménagement, d'extension et d'embellissement, qui faisait suite à l'adoption de la loi « Cornudet » du 14 mars 1919, fut très rapidement adopté par la ville de Tours, par un projet validé par la municipalité en 1938 dit « projet Agache » qui définit une zone archéologique. Une commission fut organisée pour réaliser un inventaire archéologique et une liste de 267 monuments historiques à protéger, mais la seconde guerre mondiale viendra tout annuler. Ce projet préfigure la mise en place des « secteurs sauvegardés ».

### Seconde Guerre mondiale

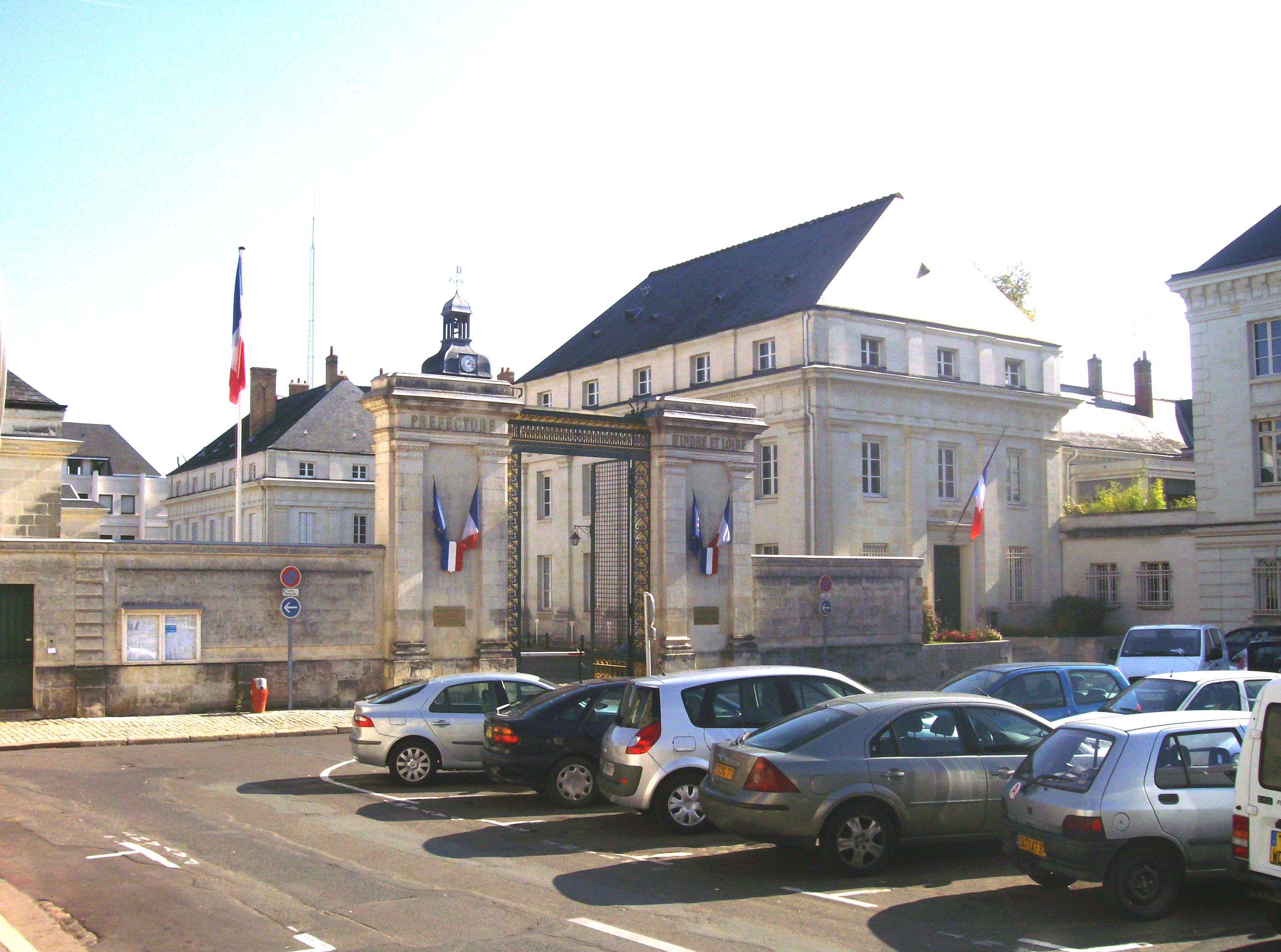
La préfecture de Tours où se déroula la Réunion du Conseil suprême interallié de Tours

Tours est également marquée par la Seconde Guerre mondiale. Avant 1940, elle reçoit de nouvelles industries réfugiées, roulement à billes, matériels téléphoniques, meubles. Mais la ville n'est plus mise à l'abri de la guerre par l'artillerie et de vaillants poilus tenant de lointaines lignes françaises, l'aviation de bombardement rend également l'arrière front vulnérable.
Tours est en partie détruite précocement en 1940 et une partie de sa population connaît ensuite durant quatre années les affres de la vie en baraquements ou en casemates. Entre le 10 et le 13 juin 1940, pendant la débâcle, elle accueille le gouvernement français, l'Assemblée Nationale s'installe au Grand Théâtre et le Sénat à l'hôtel de ville, (le ministère de l'Intérieur s'est installé dans la préfecture, Albert Lebrun a installé la présidence de la République au château de Cangé à Saint-Avertin et Paul Reynaud la présidence du Conseil au château de Chissay-en-Touraine). La dernière réunion du Comité suprême interallié avec Churchill et Raynaud se tient dans la préfecture le 13 juin 1940. Une partie du centre de la ville est totalement détruite lors du gigantesque incendie du 20 au 22 juin, causé par des obus incendiaires allemands. Les chefs-d'œuvre architecturaux des XVIe et XVIIIe siècles sont en partie perdus et près de 200 monuments historiques sont détruits par le feu : le couvent des Jacobins, qui sera détruit en 1944, les couvents des Augustins (une galerie du cloître sera sauvé) et des Carmélites, l'église des Jésuites et de très nombreux hôtels, de même que la partie nord de la rue Nationale et l'entrée monumentale de la ville, la place des Arts, constituée par le palais royal neuf, le Muséum d'histoire naturelle, dont toutes les collections disparaissent et parmi elles le squelette de Fritz l'éléphant naturalisé depuis 1902, ainsi que la bibliothèque et une grande partie de ses collections (ancien hôtel de ville). Le pont Wilson (« pont de pierre »), qui approvisionne la ville en eau, a été dynamité pour freiner l'avancée de la Wehrmacht. Ne pouvant éteindre le brasier, les habitants ne peuvent que fuir.
Le 16 mars 1942, le dirigeant collaborationniste du RNP, Marcel Déat, est victime d'un attentat raté lors d'une conférence au théâtre de Tours, la mèche de la bombe artisanale se détachant en heurtant son pupitre, après avoir été lancée des galeries. Membres du Front national de la Résistance, les deux auteurs, Georges Bernard et Maxime Bourdon seront retrouvés et fusillés.
En mai 1944, des bombardements alliés frappent durement le complexe ferroviaire et les quartiers de Velpeau et Beaujardin, et font 137 morts. La cité tourangelle est finalement libérée le 1er septembre 1944.

### Après-guerre

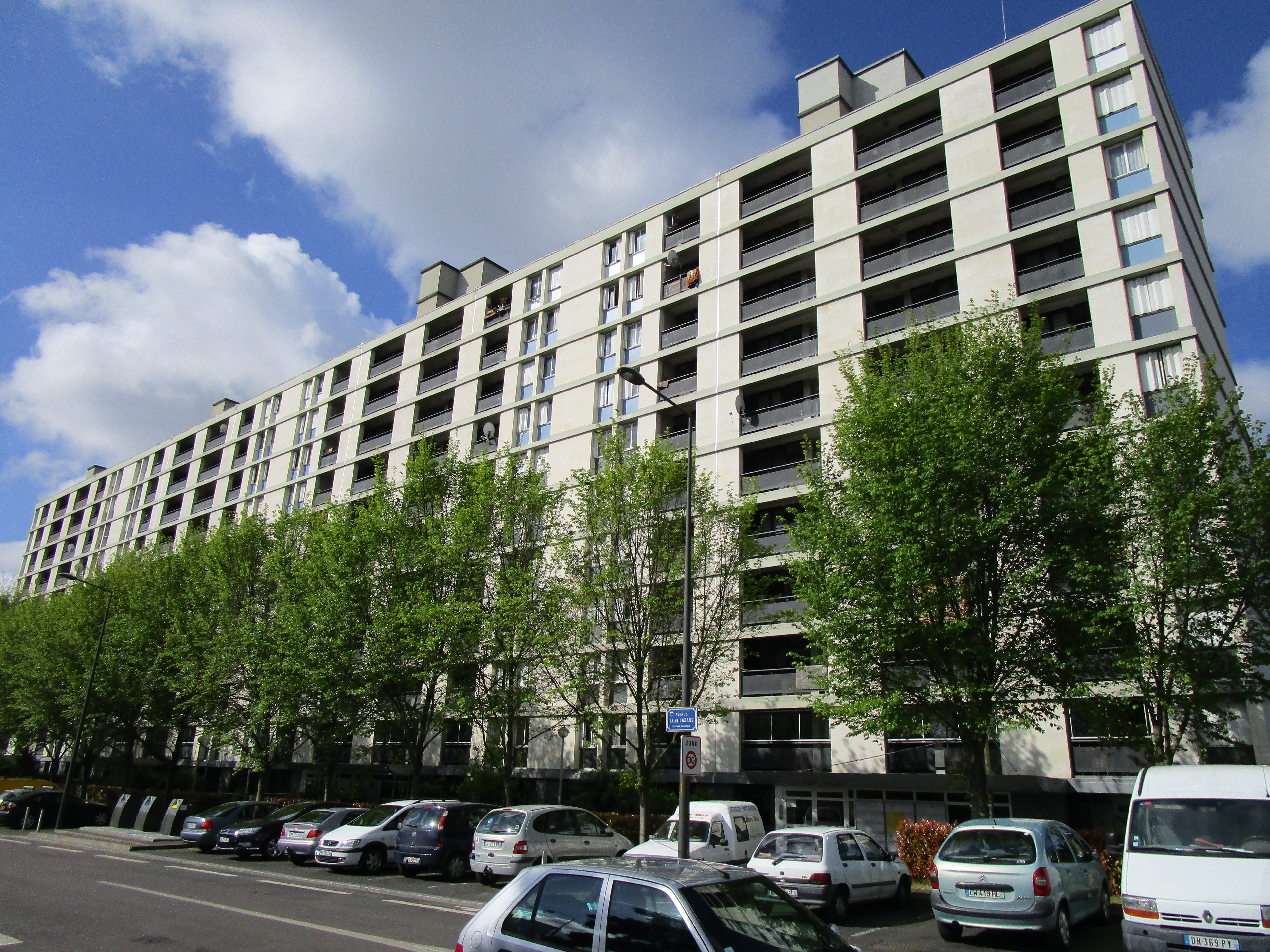
Immeuble du quartier Sanitas sur l'avenue Saint-Lazare.

Un plan de reconstruction et d'aménagement du centre-ville, dessiné par l'architecte tourangeau Camille Lefèvre, est adopté avant même la fin de la guerre. Le plan de vingt îlots quadrangulaires est ordonné autour de la rue nationale qui est élargie. Cette ordonnance régulière s'efforce de reprendre les thèmes de l'architecture du XVIIIe siècle en les simplifiant, mais cette nouvelle ordonnance autoritaire et  moderne, sacrifie à la destruction, tous les éléments patrimoniaux et archéologique qui ne seront pas sauvés comme le temple romain trouvé sous la rue Nationale et l'hôtel de Beaune Semblançay dont l'aile ouest et l'escalier renaissance sera intégralement détruit, ainsi que l'enceinte est de Châteauneuf. Pierre Patout lui succède en tant qu'architecte en chef de la reconstruction en 1945. On envisage un temps de détruire la partie sud de la rue Nationale pour la mettre en conformité avec la nouvelle.
L'après-guerre est également marqué par le début des grands travaux visant à loger la population croissante de la ville, vue l'explosion des naissances et l'exode rural. Sous la direction de son maire de 1947 à 1959 Marcel Tribut, la ville entame la construction des premiers grands ensembles à Maryse-Bastié (quartier Giraudeau) au milieu et à la fin des années 1950. Dès 1958, le chantier ambitieux du Sanitas est lancé au sud de la gare de Tours, en remplacement d'une vaste zone industrielle.

### Les années Royer

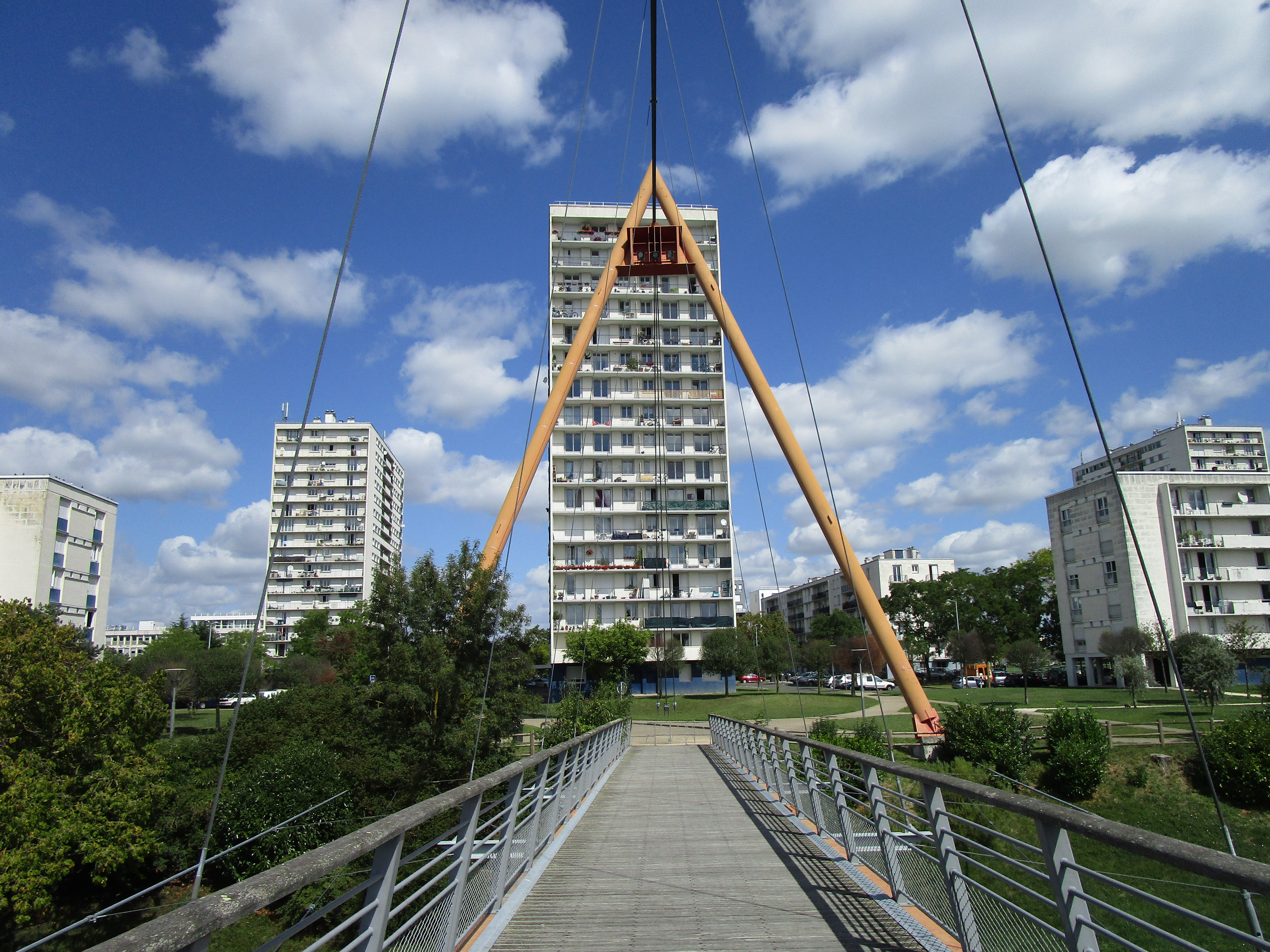
Le quartier des Rives du Cher.

L'histoire récente de Tours est marquée par la personnalité de Jean Royer, son maire durant trente-six ans qui contribue à sauver le Vieux-Tours de la démolition totale et en fait l'un des premiers « secteurs sauvegardés », exemple de restauration qui inspire la loi Malraux de préservation des centres anciens et conduit par l'architecte Pierre Boille. Ce vieux Tours concentre ainsi les commerces, les instances administratives, fréquenté si ce n'est habité par une forte bourgeoisie d'affaire et des multiples professions libérales.
Alors qu'il poursuit le développement du Sanitas dans le centre, Jean Royer étend également la ville vers le sud dans les années 1960, les édiles favorisant une dense emprise par un habitat collectif de masse entre Saint-Avertin et Joué-lès-Tours. Alors qu'elle entame la construction des quartiers Montjoyeux en 1963 et Bergeonnerie en 1965, la municipalité se soucie de rectifier le cours du Cher et d'y bâtir les biens plus imposants quartiers des Rives du Cher et des Fontaines, alors un des plus grands chantiers urbains d'Europe, entre 1966 et 1981.
Au nord, les communes de Saint-Symphorien et Sainte-Radegonde rejoignent Tours en 1964, donnant accès à de nouveaux terrains à bâtir. Malgré les pressions de Jean Royer, La Riche et Saint-Cyr-sur-Loire refusent de se faire absorber. Au nord, la ville entame la construction du quartier Europe en 1966. Avec son appui, une régulation systématique de la Loire encore fantasque est entreprise de l'amont à l'aval. En 1970 est fondée l'université François-Rabelais, dont le centre de gravité est installé en bord de Loire en plein centre-ville, et non comme c'était alors la tendance dans un campus en banlieue. Le campus de Grandmont est également créé dans le sud de la ville.

Le centre international Vinci

Son long mandat est surtout marqué par l'interventionnisme de l'État, inaugurant la décentralisation qui apporte à la ville des industries qu'elle ne possédait pas encore, condensateur électrique, électronique, mobilier métal et plastiques. Ce mandat connait cependant des réalisations controversées. Notons le passage pratique mais peu esthétique, en lieu et place d'un ancien canal, à 1 500 mètres de la cathédrale, de l'autoroute A10 et la construction de l'original centre de congrès Vinci par Jean Nouvel qui endette durablement la ville. Tours, déjà centre touristique et hôtelier réputé, est devenue une des principales destinations « congrès » de France. Ville moderne caractérisée par de beaux équipements sportifs (palais des sports de Tours) et des lieux d'expositions (comme le parc des expositions de Tours), elle bénéficie au nord d'un aéroport à côté d'une base aérienne de pilotage. En 1978, le plus vieux pont de Tours, le pont Wilson, s'effondre.
Cependant, une rivalité entre Jean Royer et Michel Debré, maire de la ville voisine d'Amboise, écartera Tours du statut de capitale régionale au profit d'Orléans en 1964. On prête également à Michel Debré d'avoir influé sur le choix de cette dernière ville, à la suite de son échec personnel lors des élections législatives de 1962 en Indre-et-Loire.

### 1995, Germain: la ville passe à gauche

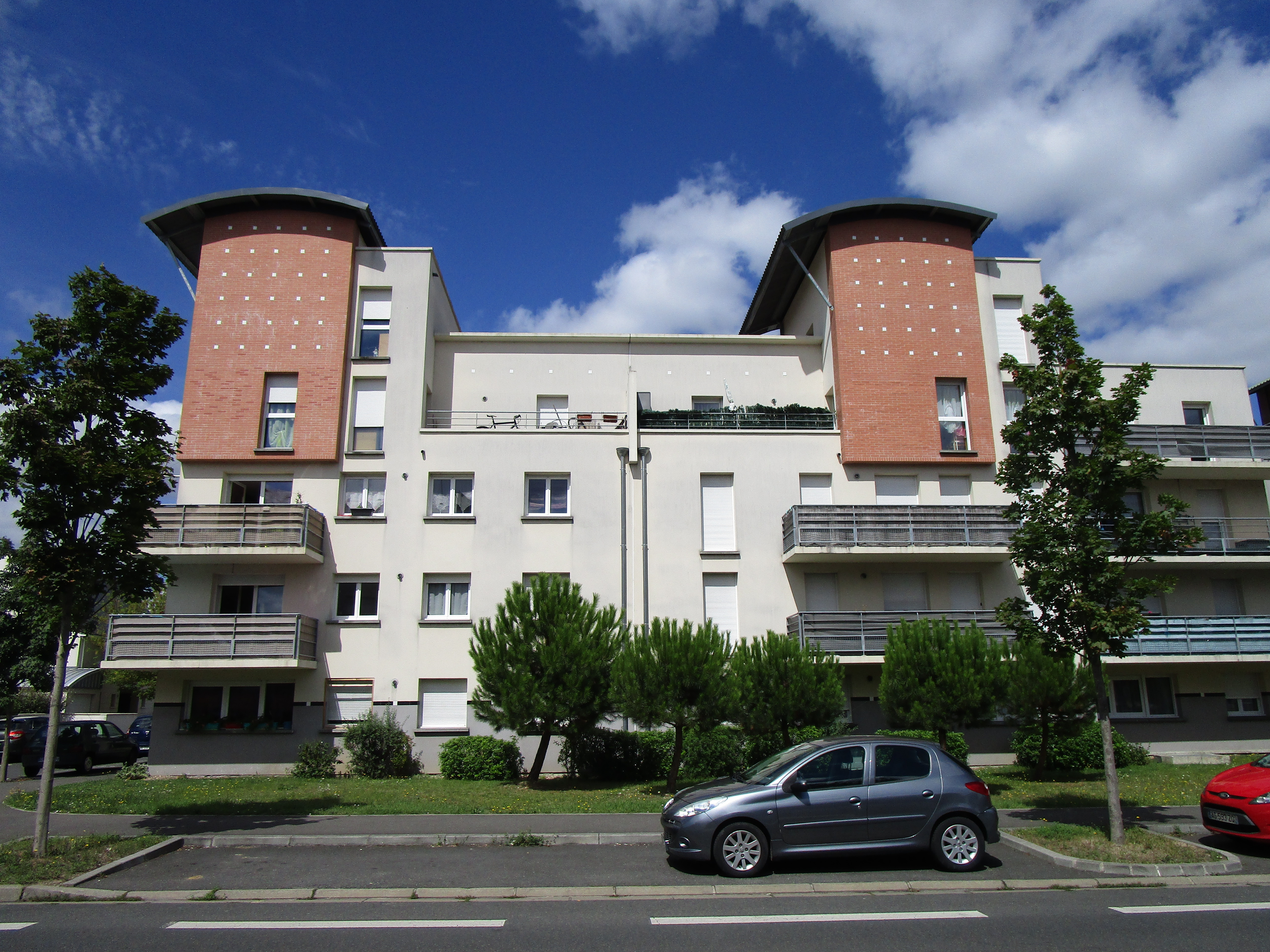
Les Deux-Lions.

Au printemps 1995, Jean Royer se présente en tête d'une liste divers droite. Il espère sa réélection à son poste de maire qu'il occupe depuis 1959, mais cette fois la partie s'annonce difficile. La droite n'est pas comme un seul homme derrière le sortant. Michel Trochu se présente en effet à la tête d'une liste RPR dissidente. Grâce à un score de plus de 20 %, il accèdera sans soucis au second tour, aboutissant à une situation de triangulaire. À eux deux, les candidats de droite totaliseront la majorité absolue, mais Jean Germain (liste PS) l'emportera malgré tout avec ses quelque 42 %. Royer, qui aurait certainement été réélu sans soucis sans cette concurrence interne, quitte la mairie après plus de 40 ans et 6 mandats à sa tête.
Jean Germain et son équipe socialiste entrent à la mairie avec un projet fondé sur la réduction de la dette. Dix ans après, sa gestion économique est considérée comme beaucoup plus sage que celle de son prédécesseur, et la situation financière de la ville est revenue à un niveau stable. Revers de la médaille, l'opposition jugera l'action de Jean Germain peu ambitieuse : aucun grand chantier comparable à ceux de Jean Royer n'a été lancé au cours de ses deux premiers mandats (on peut toutefois remarquer que les immenses chantiers de Royer que furent la construction du Sanitas, des Rives du Cher, des Fontaines ou encore du quartier de l'Europe s'inscrivaient dans les années 1960 et 1970 dans un contexte national de construction massive de logements au travers de grands ensembles). Des projets antérieurs (navette fluviale sur le Cher, aménagement du pont Napoléon, etc.) resteront inabouties ou abandonnées. L'équipe municipale rétorque en disant se concentrer sur la qualité de vie (rénovation urbaine, requalifications des espaces publics, de la voirie, action culturelle et sociale). Il est aussi à souligner la construction par Jean Germain d’une agglomération devenue métropole en mars 2017, l’intercommunalité étant totalement absente des années Royer. Coté culture et animation, l'investissement du printemps à l'automne des bords de Loire par une guinguette (opération Tours sur Loire depuis 2004) est un succès populaire.
Cette période marque le retour des chantiers de grandes ampleurs, avec la densification du tissu urbain fixée comme priorité. L'aménagement du quartier des Deux-Lions est poursuivi, celui de Monconseil à Tours-Nord entrepris en 2007, et ceux du haut de la rue nationale et des anciennes casernes désaffectées Beaumont et Chauveau dans le centre-ville, planifié.

#### 2013: le retour du tramway

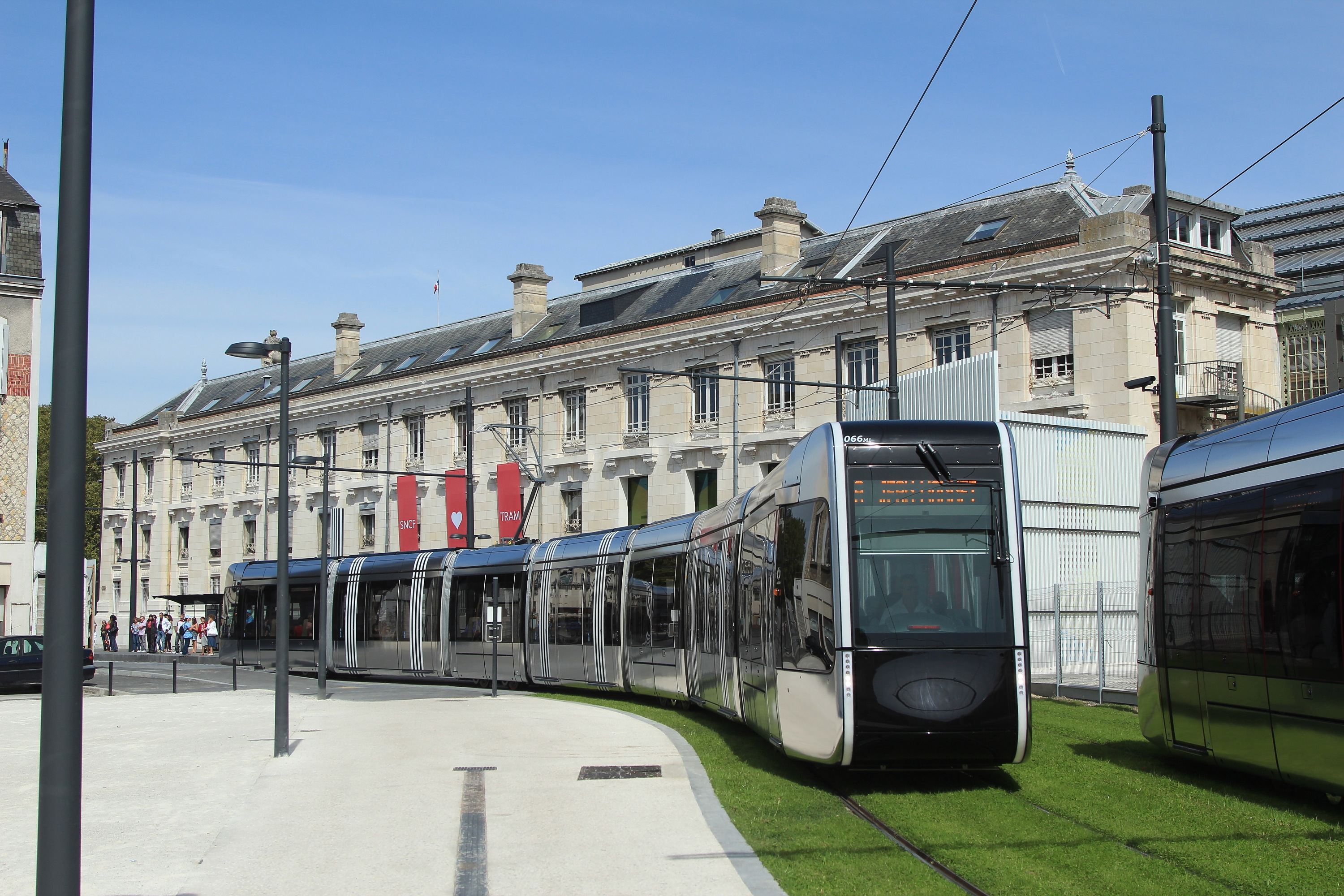
Le tramway à la gare de Tours.

Parmi tous les projets de Jean Germain, celui d'une première ligne longue de 15 kilomètres de tramway (mis en service le 31 août 2013), peut retenir l'attention. Après de longues années d'hésitation, le projet est finalement lancé en 2007 (Tours fait partie des dernières villes de sa taille à se doter à nouveau d'un tel équipement). La première ligne d'un coût avoisinant les 400 millions d'euros hors taxe, relie le nord de l'agglomération (lycée Vaucanson) à Joué-lès-Tours au sud (terminus au lycée Jean-Monnet) et comporte une trentaine de stations. Grâce à un système d'alimentation par le sol (APS) entre la gare et le bas de la Tranchée, aucune ligne de contact n'est visible au sein du périmètre inscrit au Plan de Sauvegarde et de Mise en Valeur, ni sur le pont Wilson classé au patrimoine national qui enjambe la Loire elle-même classée au patrimoine mondial de l'UNESCO. Tours a été, au début du XXe siècle, une des premières villes à équiper son tramway d'une alimentation par le sol système Diatto.

### 2014, nouvelle majorité de droite

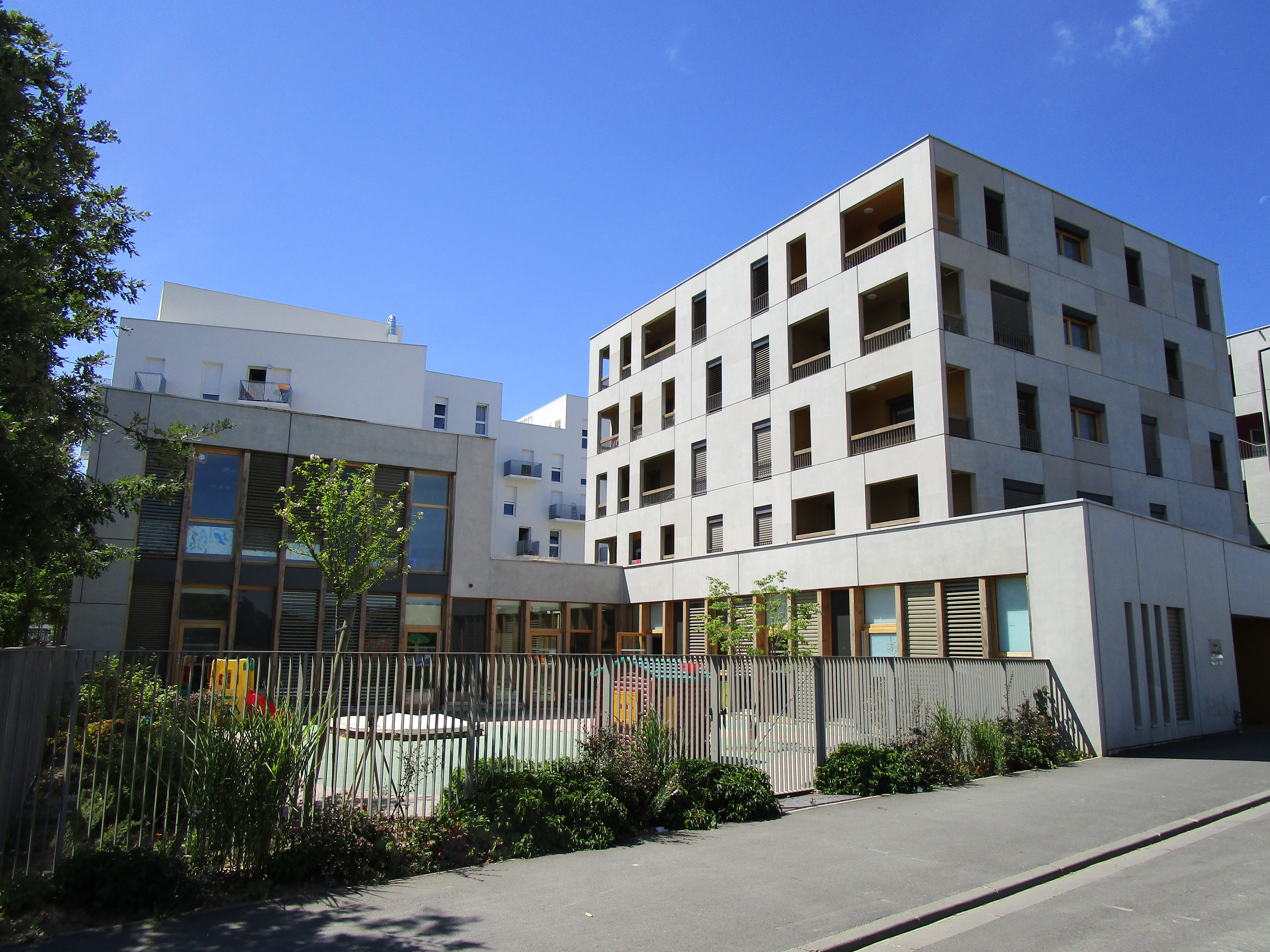
Le quartier Monconseil.

En 2013, un an avant les élections un groupe de quatre personnalités politiques locales, deux de l'UMP (Serge Babary et Thibault Coulon) et deux l'UDI (Sophie Auconie et Christophe Bouchet) forment un « G4 » pour mener une campagne contre le maire sortant, Jean Germain. Le G4 scelle un accord pour porter Serge Babary tête de liste alors que Sophie Auconie, députée européenne, est en deuxième place et Christophe Bouchet porte-parole de la campagne. Au premier tour la liste menée par Serge Babary vire en tête et pour la première fois à Tours, le Front national réalise un score lui permettant de se maintenir au deuxième tour. Malgré cette triangulaire, la liste de Serge Babary conforte son avance au deuxième tour et est élue. Serge Babary, malgré les encouragements de ses colistiers, ne se portera pas candidat à la présidence de l'agglomération, Tours plus, laissant la place au député maire de Saint-Cyr-sur-Loire, Philippe Briand.
Trois ans plus tard, Serge Babary abandonne son poste alors qu'il est élu sénateur et Christophe Bouchet le remplace le 17 octobre 2017. La période est marquée par le projet d’aménagement du haut de la rue Nationale et les concertations en vue de la construction d'une seconde ligne de tramway.

### 2020, conquête écologiste

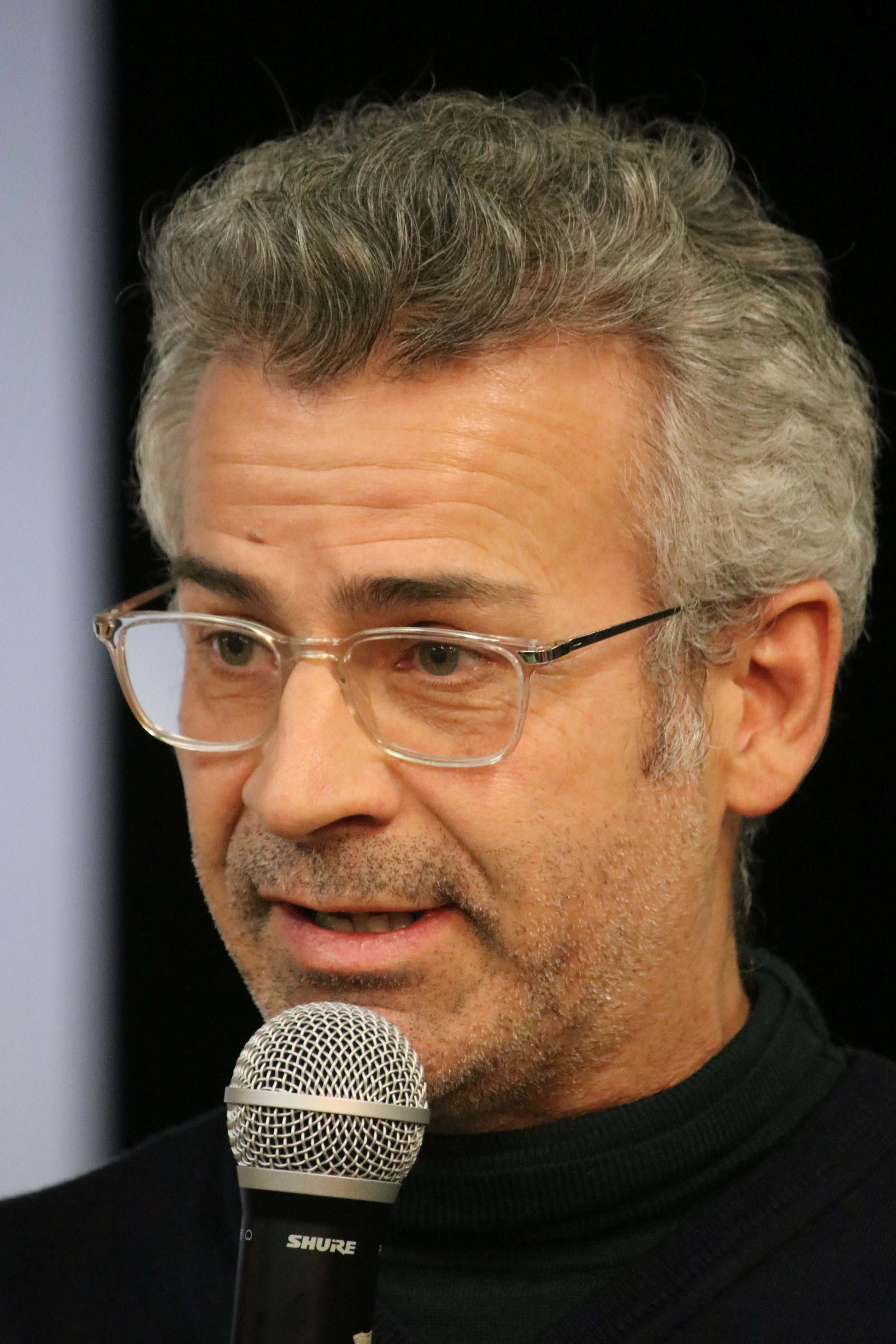
Emmanuel Denis.

Porté par une large union de la gauche, le candidat écologiste Emmanuel Denis bat le maire sortant lors des élections municipales de 2020, avec près de 55 % des voix au second tour. Signe d'une évolution de la sociologie électorale de la ville, le député macroniste Philippe Chalumeau est battu par le candidat écologiste Charles Fournier lors des législatives de 2022, et celui-ci est réélu avec près de 58 % en voix en 2024.